# Havanna

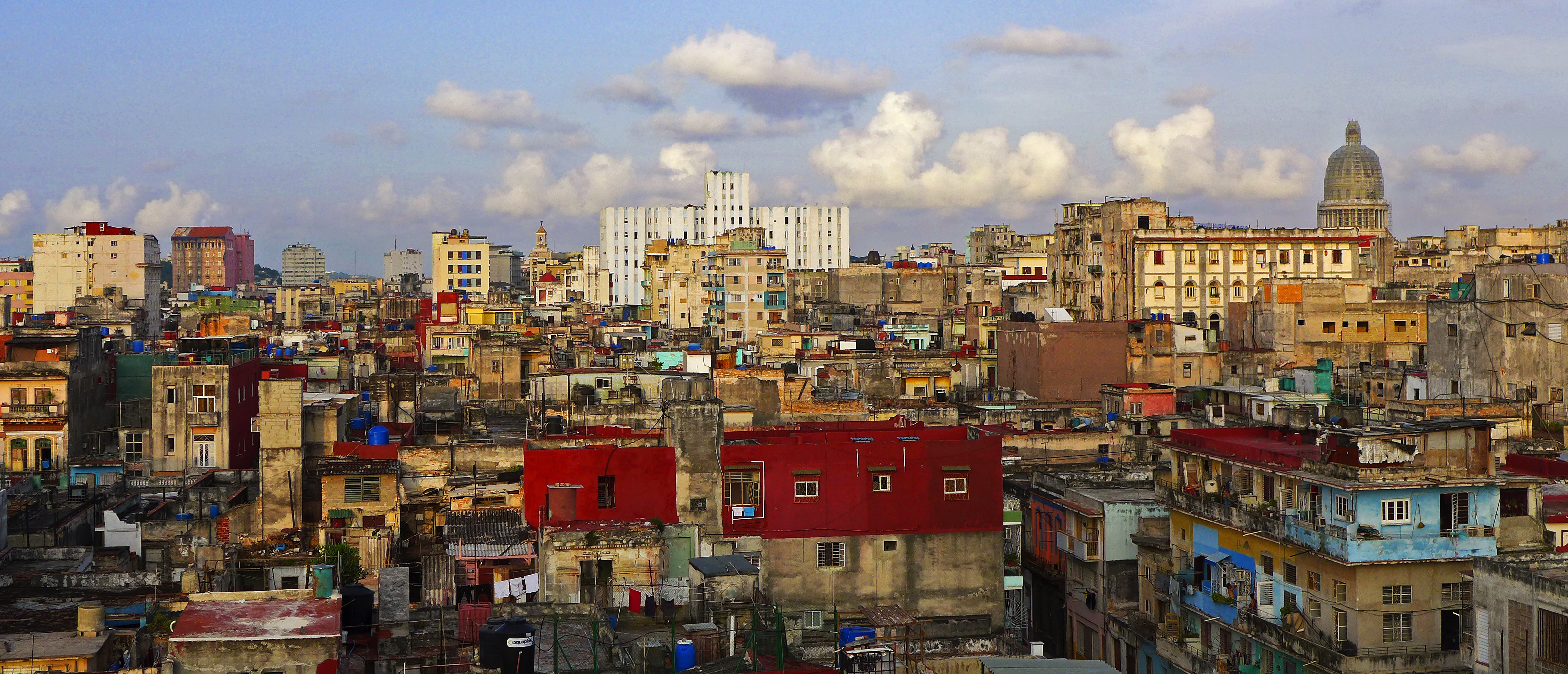
Panorama von Havanna

Havanna (spanisch La Habana), vollständige Bezeichnung Villa de San Cristóbal de la Habana, ist die Hauptstadt der Republik Kuba und zugleich eigenständige Provinz. Mit rund 2,10 Millionen Einwohnern und einer Fläche von 728,26 km² ist sie die zweitgrößte Metropole der Karibik nach Santo Domingo. Die Stadt grenzt im Norden an den Atlantischen Ozean bzw. die Straße von Florida und erstreckt sich südlich und westlich der Bucht von Havanna („Bahía de La Habana“). Der Fluss Río Almendares durchquert die Stadt von Süden nach Norden und mündet schließlich westlich der Bucht in die Floridastraße. Die östlich des Zentrums gelegene Bucht beheimatet die drei großen Häfen der Stadt: Marimelena, Guanabacoa und Atarés.
Havanna wurde im Jahr 1519 aufgrund der strategisch günstigen Lage von den Spaniern gegründet. Die Stadt diente als Angelpunkt, von dem aus die weitere Eroberung des karibisch-mittelamerikanischen Raums bis nach Nordamerika durch die Spanier erfolgte. Philipp II. von Spanien erteilte Havanna im Jahr 1592 das Stadtrecht, doch war Havanna bereits seit dem Jahr 1552 die Hauptstadt Kubas. Nach der Explosion der Maine im Hafen von Havanna am 15. Februar 1898 begannen die USA den Spanisch-Amerikanischen Krieg.
Die Stadt ist das politische Zentrum des Landes und Sitz der Regierung, zahlreicher Ministerien und Unternehmen sowie von über 90 Botschaften. 2011 bis Januar 2020 war Marta Hernández Romero (PCC) Bürgermeisterin Havannas; Reinaldo García Zapata ist (Stand Februar 2023) ihr Nachfolger.
Die Stadt ist ein touristisches Zentrum Kubas; im Jahr 2010 besuchten 1,17 Millionen Touristen die Stadt, 46 % aller Besucher des Landes. Seit dem Jahr 1982 ist die Altstadt, La Habana Vieja, UNESCO-Welterbe.

## Name
Die Stadt La Villa de San Cristóbal de La Habana wurde am 16. November 1519 auf Geheiß des spanischen Königs und römisch-deutschen Kaisers Karl V. gegründet. Der Name setzt sich zusammen aus dem Namen des Stadtpatrons, San Cristóbal, und dem Namen, unter dem die Siedlung früher bekannt war: Habana. Die Einwohner Havannas werden Habaneros genannt.
Es gibt verschiedene Hypothesen zur Herkunft des Namens Habana. Die verbreitetste unter ihnen besagt, er geht auf einen lokalen Taíno-Häuptling namens Habaguanex zurück, der die Gebiete der ersten Siedlung an der Südküste der heutigen Provinz Mayabeque kontrollierte.

## Geographie

### Lage

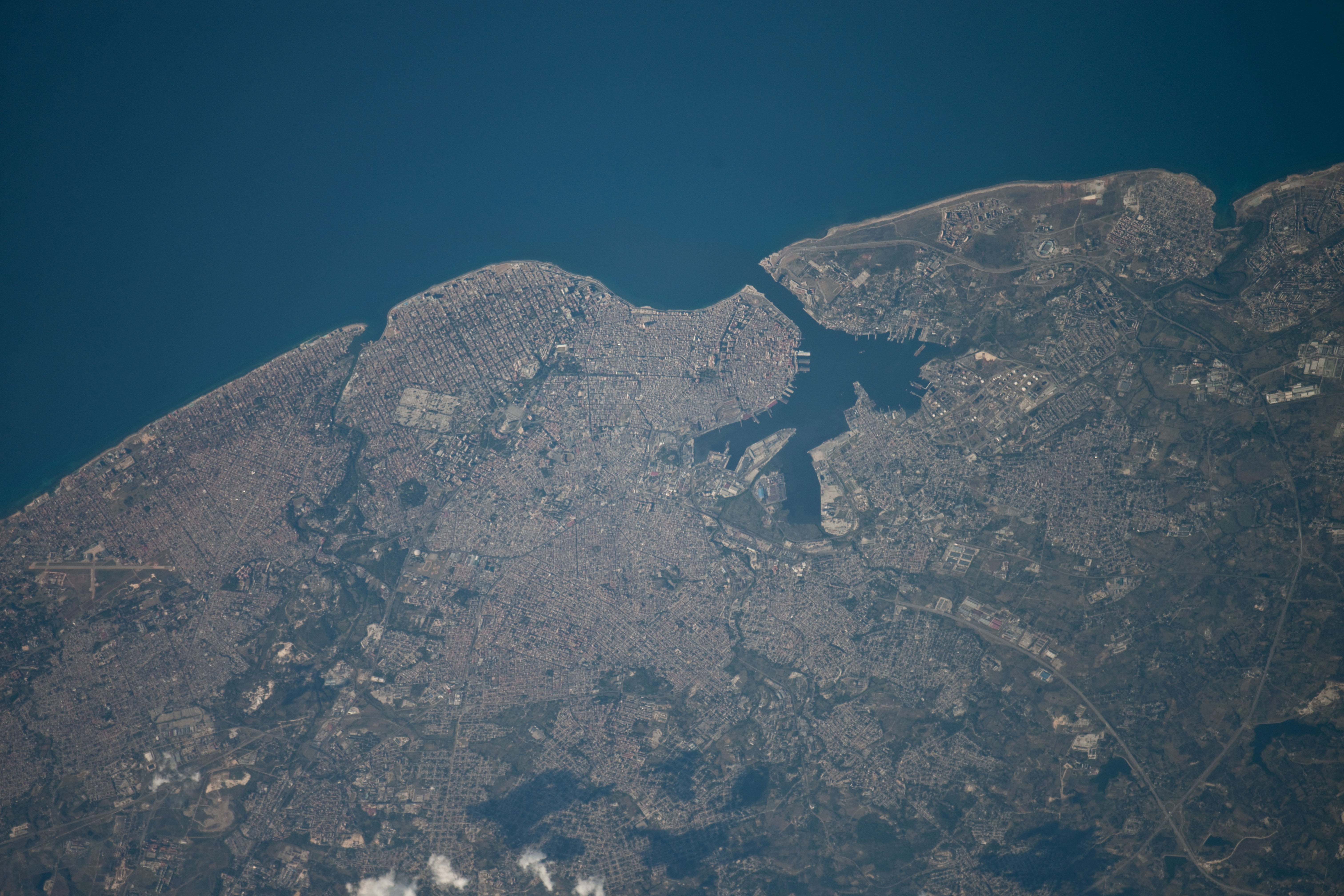
Satellitenaufnahme von Havanna

Havanna liegt an der nordwestlichen Küste Kubas, südlich der Florida Keys, wo der Golf von Mexiko in die Karibik mündet. Die Stadt dehnt sich vor allem südlich und westlich der Bucht aus, die die Stadt in ihre drei Haupthäfen teilt: Marimelena, Guanabacoa, und Atarés. Der Fluss Almendares fließt von Süden durch die Stadt und mündet einige Kilometer westlich der Bucht in die Floridastraße.
Die Stadt liegt auf niedrigen Hügeln, die sich leicht über die Meerenge erheben. Einer der höchsten Punkte ist ein 60 Meter hoher Kalksteinhügel, der sich vom Osten der Stadt bis zu den kolonialen Festungen La Cabaña und El Morro erstreckt. Des Weiteren gibt es im Westteil der Stadt eine leichte Erhebung auf dem Gebiet der Universität von Havanna. Außerhalb des Stadtgebiets wird Havanna von höheren Hügeln im Westen und Osten gesäumt.

### Stadtgliederung
Havanna ist eine eigenständige kubanische Provinz. Grob lässt sich Havanna in die innerstädtischen Stadtteile Alt-Havanna (Habana Vieja), Centro Habana und Vedado sowie die Bezirke der Vorstadt unterteilen. Havannas Altstadt ist UNESCO-Weltkulturerbe, hier befinden sich auch viele touristische Attraktionen wie der Plaza Vieja oder die Uferpromenade Malecón.
Im neueren Stadtteil Vedado, der sich im Nordwesten der Stadt befindet, entstanden vor allem im 20. Jahrhundert zahlreiche Einrichtungen des Nachtlebens sowie Einkaufsmöglichkeiten, die heute mit denen der Altstadt konkurrieren.
Die Stadt ist in 15 Stadtbezirke (Municipios) aufgeteilt, die sich selbst wiederum in 105 Viertel (Consejos populares) untergliedern:
1. Playa: Santa Fe, Siboney, Cubanacán, Ampliación Almendares, Miramar, Sierra, Ceiba, Buena Vista.
2. Plaza de la Revolución: El Carmelo, Vedado-Malecón, Rampa, Príncipe, Plaza, Nuevo Vedado-Puentes Grandes, Colón-Nuevo Vedado, Vedado.
3. Centro Habana: Cayo Hueso, Pueblo Nuevo, Los Sitios, Dragones, Colón.
4. La Habana Vieja: Prado, Catedral, Plaza Vieja, Belén, San Isidro, Jesús Maria, Tallapiedra.
5. Regla: Guaicanimar, Loma Modelo, Casablanca.
6. La Habana del Este: Camilo Cienfuegos, Cojimar, Guiteras, Alturas de Alamar, Alamar-Este, Guanabo, Campo Florido, Alamar-Playa.
7. Guanabacoa: Mañana-Habana Nueva, Villa I, Villa II, Chivas-Roble, Debeche-Nalon, Hata-Naranjo, Peñalver-Bacuranao, Minas-Barreras.
8. San Miguel del Padrón: Rocafort, Luyanó Moderno, Diezmero, San Francisco de Paula, Dolores-Veracruz, Jacomino.
9. Diez de Octubre: Luyanó, Jesús del Monte, Lawton, Vista Alegre, Acosta, Sevillano, La Víbora, Santos Suárez, Tamarindo.
10. Cerro: Latinoamericano, Pilar-Atares, Cerro, Las Cañas, El Canal, Palatino, Armada.
11. Marianao: CAI-Los Ángeles, Pocito-Palmas, Zamora-Cocosolo, Libertad, Pogoloti-Belén-Finlay, Santa Felicia.
12. La Lisa: Alturas de La Lisa, Balcón Arimao, Cano-Bello26-Valle Grande, Punta Brava, Arroyo Arenas, San Agustín, Versalles Coronela.
13. Boyeros: Santiago de Las Vegas, Nuevo Santiago, Boyeros, Wajay, Calabazar, Altahabana-Capdevila, Armada-Aldabo.
14. Arroyo Naranjo: Los Pinos, Poey, Víbora Park, Mantilla, Párraga, Calvario-Fraternidad, Guinera, Eléctrico, Managua, Callejas.
15. Cotorro: San Pedro-Centro Cotorro, Santa Maria del Rosario, Lotería, Cuatro Caminos, Magdalena-Torriente, Alberro.

### Klima
In Havanna herrscht, wie auch in den meisten anderen Gebieten Kubas, tropisches Klima, das vom Nordostpassat geprägt wird. Der effektiven Klimaklassifikation nach Köppen zufolge herrscht in Havanna tropisches Savannenklima. Bedingt durch den Golfstrom besteht zudem der Einfluss ozeanischen Seeklimas. Die Durchschnittstemperaturen reichen von 22 Grad Celsius im Januar und Februar bis zu 28 Grad Celsius im August. In Havanna wird es selten kälter als 10 Grad Celsius, die tiefste je gemessene Temperatur war 4,5 Grad Celsius in Santiago de Las Vegas am 11. Januar 1970. Die höchste je gemessene Temperatur war 36,6 Grad Celsius in Casablanca am 10. September 2009. Zwischen Juni und Oktober herrscht der stärkste Niederschlag, am wenigsten Regentage gibt es von Dezember bis April. Durchschnittlich fallen in Havanna knapp 1.200 mm Niederschlag bei etwa 80 Niederschlagstagen pro Jahr. Obwohl im September in Kuba alljährlich die Hurrikansaison beginnt, wurde die Stadt bisher selten von den Stürmen getroffen, da diese verstärkt im Südosten der Insel auftreten.
|                       | Jan  | Feb  | Mär  | Apr  | Mai  | Jun  | Jul  | Aug  | Sep  | Okt  | Nov  | Dez  |   |      |
| Mittl. Tagesmax. (°C) | 25,8 | 26,1 | 27,6 | 28,6 | 29,8 | 30,5 | 31,3 | 31,6 | 31,0 | 29,2 | 27,7 | 26,5 | ⌀ | 28,8 |
| Mittl. Tagesmin. (°C) | 18,6 | 18,6 | 19,7 | 20,9 | 22,4 | 23,4 | 23,8 | 24,1 | 23,8 | 23,0 | 21,3 | 19,5 | ⌀ | 21,6 |
|                       |      |      |      |      |      |      |      |      |      |      |      |      |   |      |
| Niederschlag (mm)     | 62   | 46   | 46   | 49   | 109  | 151  | 112  | 109  | 159  | 178  | 70   | 48   | Σ | 1139 |
|                       |      |      |      |      |      |      |      |      |      |      |      |      |   |      |
| Sonnenstunden (h/d)   | 7,0  | 7,2  | 8,8  | 9,1  | 8,4  | 7,9  | 8,8  | 8,4  | 7,5  | 6,3  | 7,3  | 6,3  | ⌀ | 7,8  |
|                       |      |      |      |      |      |      |      |      |      |      |      |      |   |      |
| Regentage (d)         | 5    | 5    | 3    | 3    | 6    | 10   | 7    | 9    | 10   | 11   | 6    | 5    | Σ | 80   |
|                       |      |      |      |      |      |      |      |      |      |      |      |      |   |      |
| Wassertemperatur (°C) | 25   | 24   | 24   | 26   | 27   | 27   | 28   | 28   | 28   | 28   | 27   | 27   | ⌀ | 26,6 |
|                       |      |      |      |      |      |      |      |      |      |      |      |      |   |      |
| Luftfeuchtigkeit (%)  | 79   | 76   | 75   | 74   | 76   | 81   | 80   | 80   | 82   | 81   | 78   | 77   | ⌀ | 78,3 |

| 18,6 |

| 18,6 |

| 19,7 |

| 20,9 |

| 22,4 |

| 23,4 |

| 23,8 |

| 24,1 |

| 23,8 |

| 23,0 |

| 21,3 |

| 19,5 |

| 18,6 |

| 18,6 |

| 19,7 |

| 20,9 |

| 22,4 |

| 23,4 |

| 23,8 |

| 24,1 |

| 23,8 |

| 23,0 |

| 21,3 |

| 19,5 |

## Geschichte

### Die Gründung der Stadt

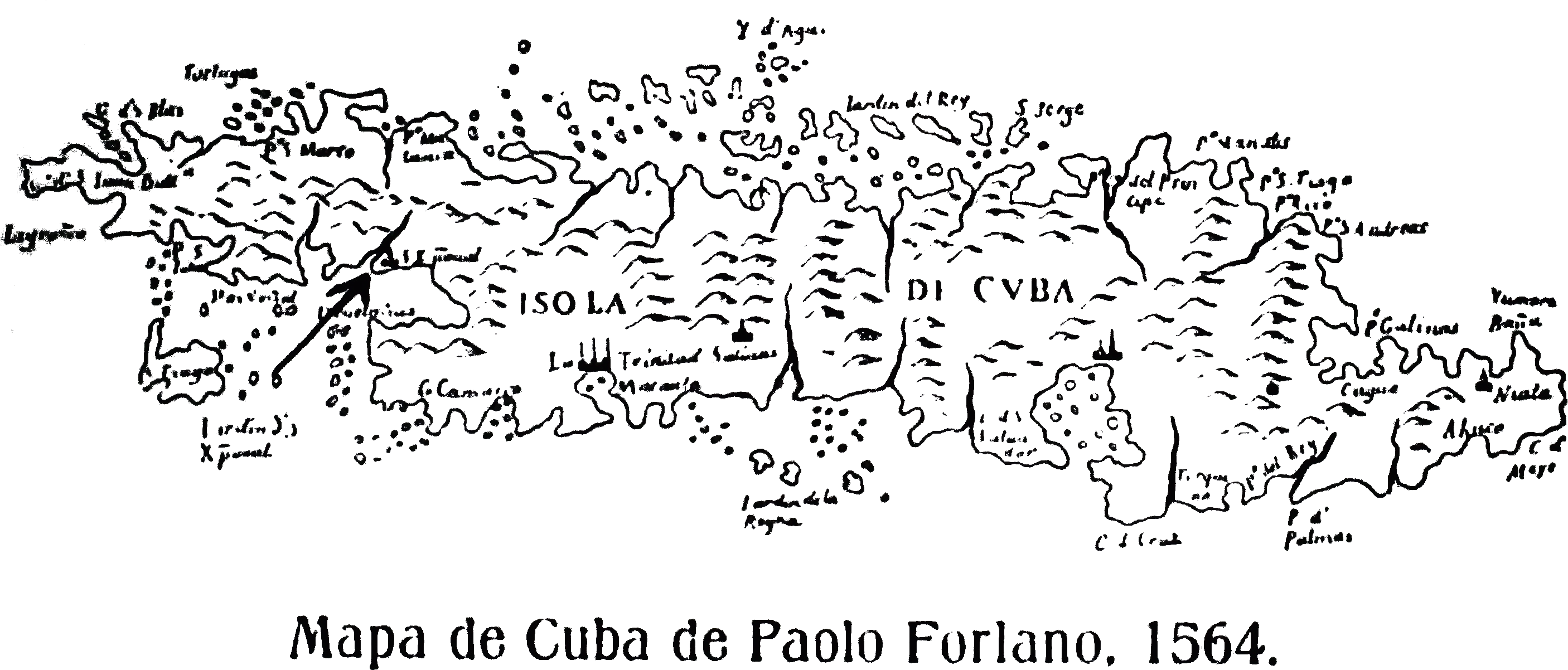
Havanna auf einer Karte von 1564

Ursprünglich wurde Havanna im Jahr 1514 oder 1515 von dem Konquistador Diego Velázquez de Cuéllar in der Nähe der heutigen Stadt Batabanó, an den Ufern des Flusses Mayabeque an der Südküste der Insel gegründet.
Zwischen 1514 und 1519 gehörten zu der Stadt mindestens zwei verschiedene Gründungen an der Nordküste, eine von ihnen in La Chrorrera, in der heutigen Wohngegend Puentes Grandes im Stadtbezirk Playa. Schließlich wurde Havanna am 16. November 1519 aufgrund der überaus günstigen Lage in die Bucht Puerto de Carenas verlegt, die heute den Hafen Havannas beherbergt. Infolgedessen entwickelte sie sich zu einem wichtigen Handels- und Militärhafen.
Havanna war eine von sechs Städten, die von den Spaniern auf der Insel gegründet wurden und wurde von Pánfilo de Narváez San Cristóbal de la Habana genannt, einer Kombination des Stadtpatrons San Cristóbal mit der ursprünglichen Bezeichnung der Siedlung nach dem Taíno-Häuptling Habaguanex. Kurz nach ihrer Gründung war Havanna bereits die Ausgangsbasis für weitere Eroberungen der Spanier.

### Spanische Kolonialherrschaft

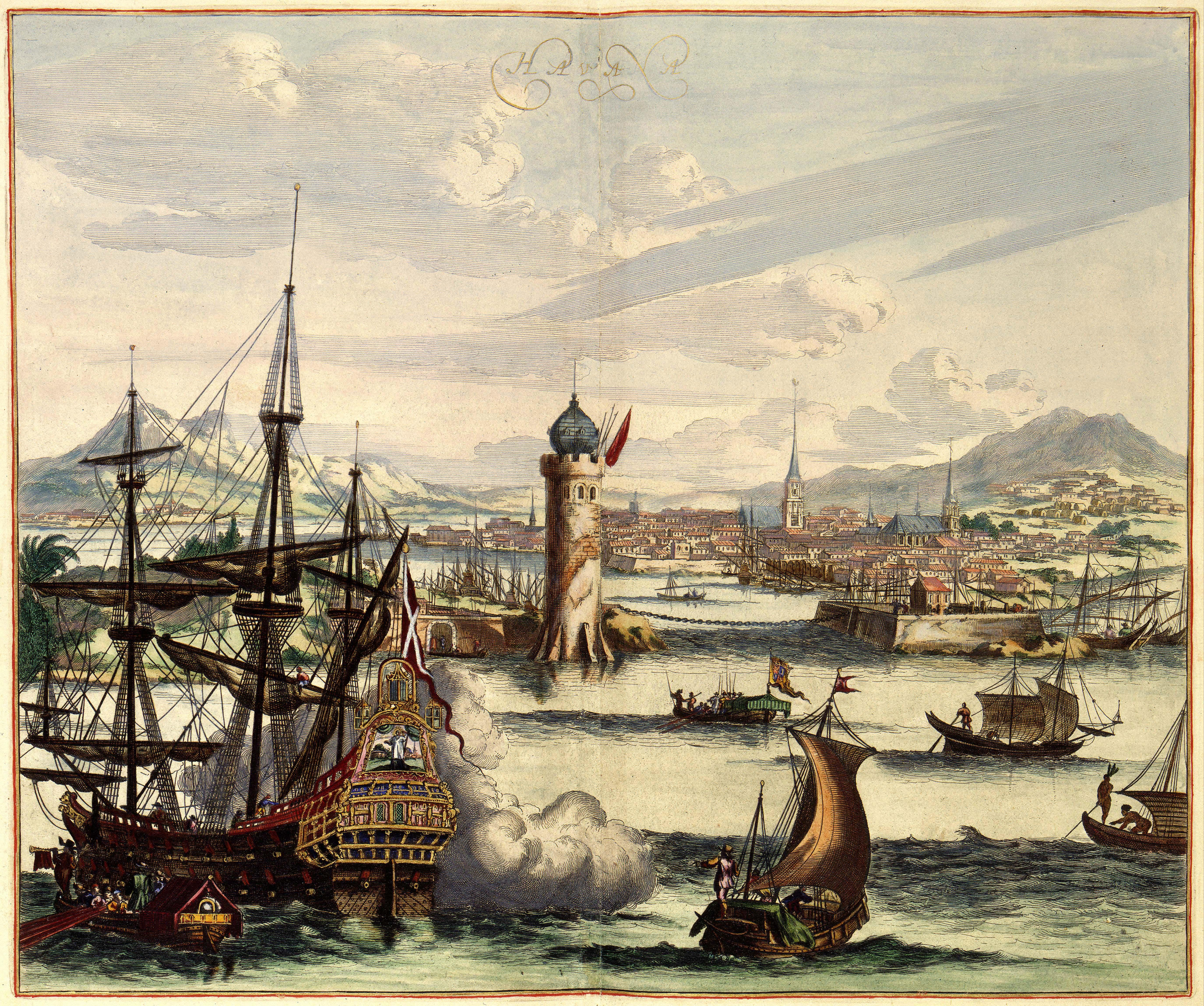
Panorama der Stadt im 17. Jahrhundert

Die Stadt war ursprünglich ein Handelshafen und litt daher unter regelmäßigen Angriffen von Piraten, Bukanieren und französischen Korsaren, die von den wertvoll beladenen spanischen Schiffen angezogen wurden. 1538 wurde sie niedergebrannt und 1553/1555 vom französischen Korsar Jacques de Sores geplündert. Infolgedessen finanzierte das spanische Königshaus die Errichtung der ersten Festungen in der Stadt, die nicht nur die Stadt schützen, sondern auch den durch das spanische Handelsmonopol entstandenen Schwarzmarkt in der Karibik einschränken sollten.
Im Jahr 1552 wurde Santiago de Cuba durch Havanna als Hauptstadt abgelöst, dennoch erhielt die Stadt erst am 20. Dezember 1592 durch Philipp II. von Spanien das Stadtrecht. Ab 1561 begannen die Spanier, den Großteil ihrer Flotte in Havanna zu stationieren, um die Stadt besser zu schützen. Schiffe aus süd- und mittelamerikanischen Häfen brachten ihre Fracht nun zuerst nach Havanna, um dann von der spanischen Flotte ins Heimatland transportiert zu werden, darunter Gold, Silber und Alpakawolle aus den Anden, Smaragde aus Kolumbien und Tropenhölzer sowie Nahrungsmittel aus Kuba. Dieser rege Schiffsverkehr trug mit zum rasanten wirtschaftlichen Aufschwung der Stadt bei. Gleichzeitig wurden Festungsanlagen wie das Castillo de la Real Fuerza (1558–1577) oder das Castillo de los Tres Reyes del Morro (1559–1630) fertiggestellt.

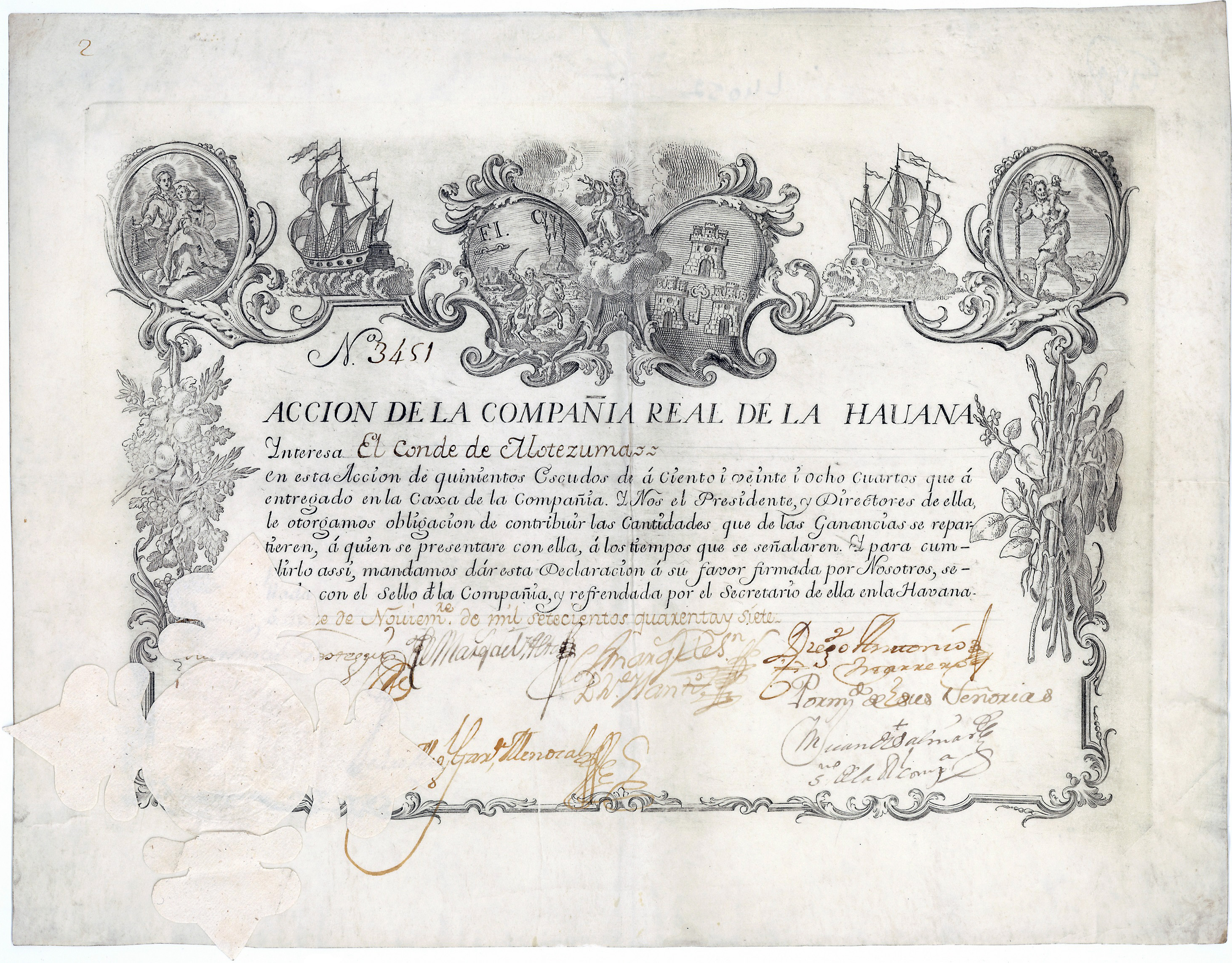
Aktie der Real Compañía de La Havana aus dem Jahr 1747, Kupferstich auf Pergament. Die 1740 in Havanna gegründete Königliche Handelskompanie erhielt ein Monopol für den transatlantischen Handel mit Tabak, Zucker, sowie das Recht, Konsumgüter zollfrei einzuführen, sowie Sklaven zu importieren.

Im 17. Jahrhundert erlebte Havanna einen großen Aufschwung, die Spanier gaben ihr den Beinamen „Schlüssel zur Neuen Welt und Bollwerk der westindischen Inseln“. In diese Zeit fällt die Errichtung vieler wichtiger Gebäude wie Festungen und Kirchen, die zumeist mit einheimischen Materialien wie Holz in einer Abwandlung der iberischen Architektur errichtet wurden. Auch Elemente der kanarischen Bauweise wurden großzügig eingesetzt. 1649 starb ein Drittel der Bevölkerung an den Folgen einer aus Cartagena (Kolumbien) eingeschleppten Epidemie. Bis zur Mitte des 18. Jahrhunderts hatte Havanna mehr als 70.000 Einwohner und war damit die drittgrößte Stadt Amerikas, hinter Lima und Mexiko-Stadt, aber noch vor Boston und New York City.

### Britische Besetzung

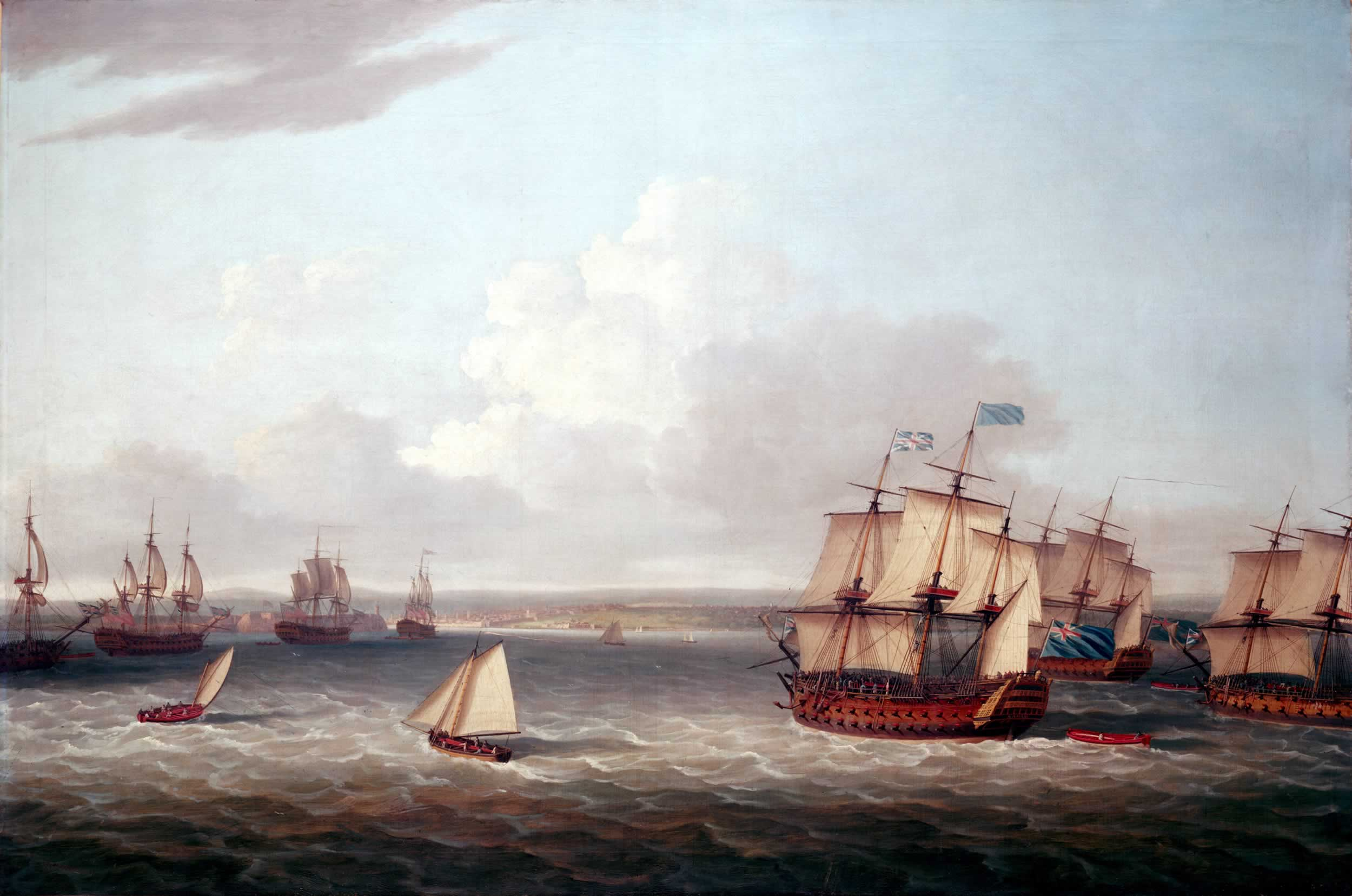
Die britische Flotte erreicht Havanna (1762)

Großbritannien nahm 1762 während des Siebenjährigen Krieges die Stadt mit mehr als 50 Schiffen und über 14.000 Mann der Royal Navy durch die Belagerung von Havanna ein. Während der Besatzungszeit forcierten sie den Handel mit Nordamerika und ihren karibischen Kolonien, was große Auswirkungen auf die kubanische Gesellschaft hatte. Im Pariser Frieden tauschte Großbritannien auf Vermittlung Frankreichs die Stadt nach weniger als einem Jahr Besetzung gegen Florida ein. Nachdem sie wieder in spanischem Besitz war, wurde sie zur am stärksten befestigten Stadt Amerikas ausgebaut. 1763 begann der elf Jahre andauernde Bau der Fortaleza de San Carlos de la Cabaña, der größten spanischen Festungsanlage in Amerika.
Im Jahr 1774 wurde die erste offizielle Bevölkerungszählung in Kuba durchgeführt. In Havanna lebten damals 171.670 Menschen, von denen 44.333 Sklaven waren. Am 15. Januar 1796 wurden die sterblichen Überreste von Christoph Kolumbus aus Santo Domingo nach Havanna überführt. Dort blieben sie bis zu ihrer Umbettung in die Kathedrale von Sevilla 1898.

### 19. Jahrhundert
Durch den stetig wachsenden Handel zwischen der Karibik und Nordamerika im frühen 19. Jahrhundert entwickelte sich Havanna rasch zu einer blühenden und eleganten Stadt, in deren Theatern die besten Schauspieler ihrer Zeit auftraten. Havanna trug zu dieser Zeit auch den Beinamen „Paris der Antillen“. Der Wohlstand der kubanischen Mittelschicht führte zur Errichtung vieler repräsentativer Villen und zur Entstehung eines kubanischen Nationalbewusstseins.
1837 eröffnete die erste Eisenbahn der Stadt und zugleich ganz Lateinamerikas: Eine 51 Kilometer lange Bahnlinie zwischen Havanna und Bejucal, die vor allem zum Transport von Zuckerrohr zum Hafen eingesetzt wurde. Damit war Kuba das weltweit fünfte Land, das eine Eisenbahn hatte. Im 19. Jahrhundert eröffneten in Havanna viele Kultureinrichtungen, z. B. das Gran Teatro de La Habana, eines der luxuriösesten Theater der Welt. Da in Kuba die Sklaverei erst 1886 abgeschafft wurde, ließen sich einige ehemalige Plantagenbesitzer aus dem amerikanischen Süden nach Ende des Bürgerkrieges in Havanna nieder. Der steigende Wohlstand in Kuba ab den 1850er Jahren, bedingt durch die Zuckerrohr- und Tabakexporte, schlug sich architektonisch am deutlichsten in Havanna nieder. Havannas Stadtmauern wurden 1863 abgerissen, um Platz für die weitere Entwicklung der Metropole zu schaffen. Der Untergang der Maine 1898 im Hafen der Stadt führte zum Beginn des Spanisch-Amerikanischen Krieges.

### US-amerikanischer Einfluss

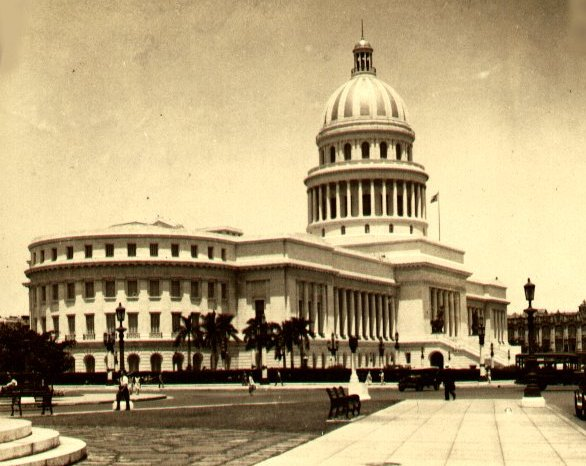
Das Kapitol (1929)

Als Folge des Kriegs begann das 20. Jahrhundert in Havanna unter US-amerikanischer Besetzung. Dies änderte sich am 20. Mai 1902, als mit Tomás Estrada Palma der erste Präsident Kubas sein Amt antrat. Zwischen 1902 und 1959 erlebte die Stadt eine neue Etappe ihrer Entwicklung. In Havanna entstanden neue Appartementblocks für die immer schneller wachsende Mittelschicht, die drittgrößte der Hemisphäre. 1929 wurde das kubanische Kapitol, errichtet nach amerikanischem Vorbild, in Havanna eröffnet.
Während der 1930er Jahre wurden zahllose Luxushotels, Kasinos und Nachtklubs gebaut, die dem wachsenden Tourismus vor allem aus Nordamerika Rechnung tragen sollten. Auch zahlreiche Personen der organisierten Kriminalität waren in Havanna aktiv, z. B. der Mafiaboss Santo Trafficante, Jr. oder Meyer Lansky, der zu jener Zeit das Hotel Habana Riviera führte. Havanna glänzte damals durch seine Extravaganz, von Autorennen bis zu allerlei musikalischen Veranstaltungen war in der Stadt ein breites Vergnügungsangebot vorhanden. Während der 1950er Jahre war Havanna vor allem für seine große Mittelschicht bekannt, die Stadt produzierte damals größere Einnahmen als Las Vegas. Der Stadtteil Vedado erlebte in dieser Zeit seine Blüte. 1958 besuchten mehr als 300.000 US-amerikanische Touristen Havanna.

### Havanna nach dem Sieg der Revolution
Nach dem Sieg der Revolution 1959 versprach die Regierung, die soziale Situation der Bevölkerung zu verbessern sowie öffentlichen Wohnungsbau zu betreiben. Während der 1970er und 1980er Jahre wurden zahlreiche Appartementblocks in den äußeren Stadtbezirken wie Regla oder Miramar errichtet, der historische Bestand an Altbauten verfiel jedoch zusehends. Im Hafen der Stadt ereignete sich am 4. März 1960 durch zwei Explosionen die Zerstörung des belgischen Frachtschiffs La Coubre. Das Schiff hatte für Kuba bestimmte Waffen geladen. Gegen 15:15 Uhr erfolgte die erste Detonation. Als sich bereits Rettungskräfte an Bord aufhielten, kam es etwa 30 Minuten später zu einer zweiten Explosion. Insgesamt starben 101 Menschen, weitere etwa 200 wurden durch Trümmerteile und sonstige Auswirkungen der beiden Detonationen verletzt. Es besteht der Verdacht, dass der US-Geheimdienst CIA in die Angelegenheit verstrickt ist, was jedoch bestritten wurde.
Seit 1982 ist die Altstadt Havannas UNESCO-Weltkulturerbe. Dadurch wurde eine bis heute andauernde Sanierung durch das Team des Stadthistorikers Eusebio Leal in Angriff genommen, die durch den Tourismus refinanziert wird. Dieser nahm seit den 1990er Jahren rasch an Bedeutung zu und ist heute einer der wichtigsten Wirtschaftszweige der Stadt. Große Teile auch der Innenstadt waren im Jahr 2016 nach europäischen Maßstäben in desolatem Zustand.
Im Jahr 2016 kam es bei Diplomaten der US-Botschaft und der Kanadas zu mysteriösen Vorfällen, die zu neurologischen Erkrankungen führten. Später wurden ähnliche Vorfälle in Wien und Berlin beobachtet. Nach dem Ort seines ersten Auftretens bekam das Krankheitsbild den Namen Havanna-Syndrom.

## Politik

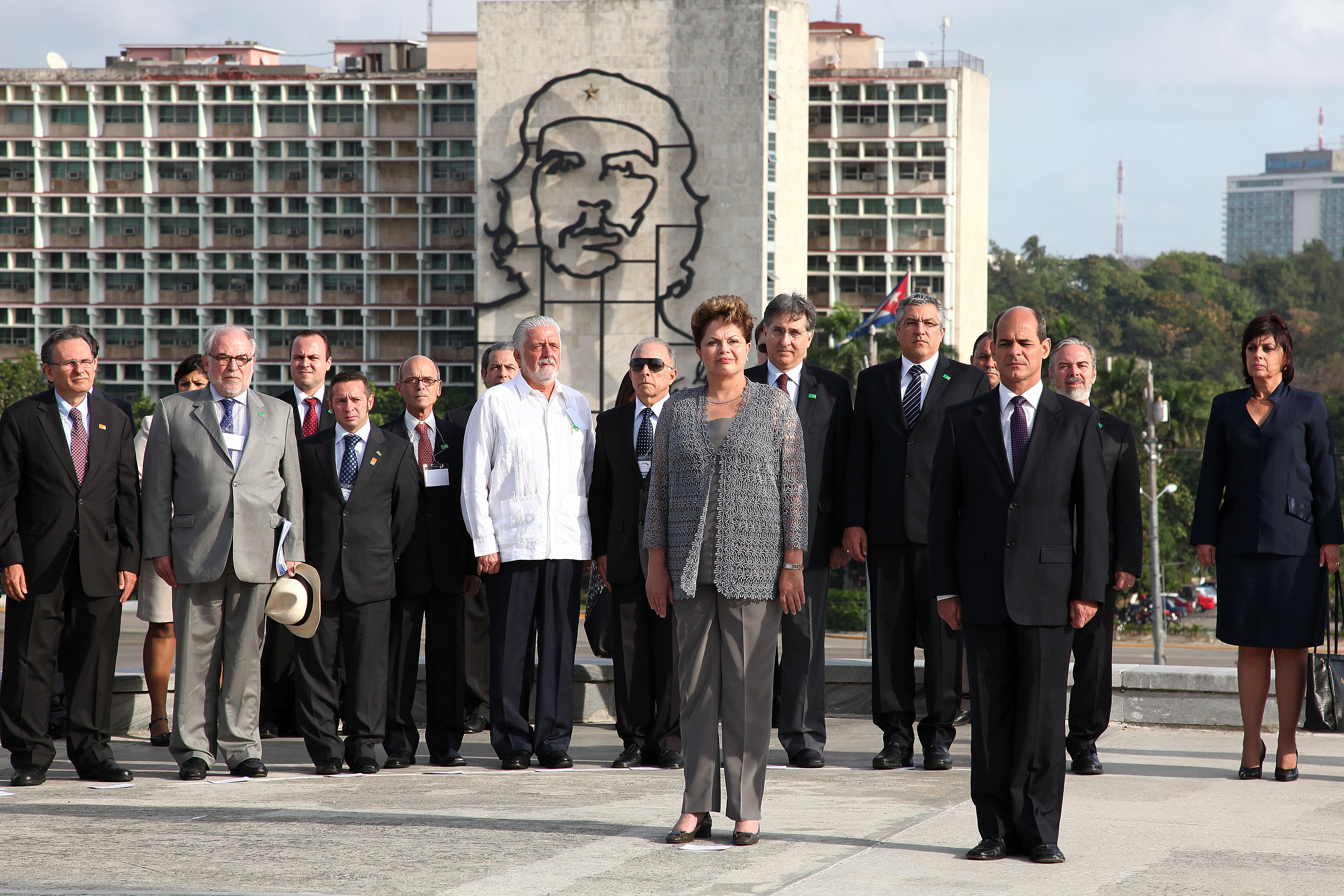
Die brasilianische Präsidentin Dilma Rousseff auf dem Revolutionsplatz in Havanna (2012)

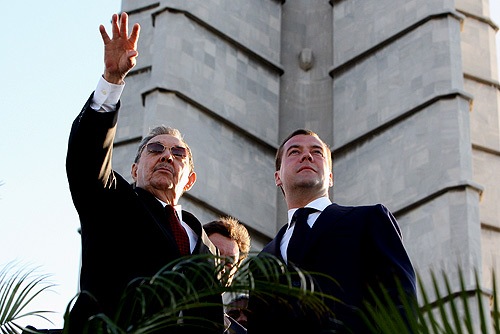
Dmitri Medwedew auf Staatsbesuch in Kuba zusammen mit Raúl Castro am Denkmal José Martís auf dem Revolutionsplatz (2008)

Die aktuelle Bürgermeisterin von Havanna ist Marta Hernández Romero (PCC). Romero wurde in Santiago de Cuba geboren, hat einen Hochschulabschluss und begann ihre Karriere als Grundschullehrerin. Sie war zunächst zuständig für das Bildungswesen in Santiago, ab 2003 dann in Havanna. Sie wurde am 5. März 2011 für eine fünfjährige Amtszeit gewählt. Ihr Stellvertreter ist Abel Camejo Peñalver. Die Stadt wird von der Provinzversammlung der Volksmacht (Asamblea Provincial del Poder Popular) als eigenständige Provinz verwaltet, deren Vorsitzender in Havanna gleichzeitig die Bürgermeisterfunktion übernimmt. Der Provinzrat Havannas ist wiederum untergliedert in 105 Räte auf kommunaler Ebene (Consejos Populares).
Havanna ist das politische Zentrum Kubas. Zahlreiche Ministerien, Botschaften und Regierungsinstitutionen haben hier ihren Sitz. Ausländische Staatsgäste sind oft Gast des Revolutionsplatzes, der als wichtigste politische Tribüne des Landes fungiert, auf der auch Paraden und Massenkundgebungen abgehalten werden. Direkt neben dem Revolutionsplatz befindet sich das Gebäude des Zentralkomitees der Kommunistischen Partei Kubas (PCC). Das kubanische Parlament tagt ebenfalls in Havanna, im Palacio de Convenciones, in dem auch die Parteitage der PCC stattfinden. Des Weiteren befinden sich in Havanna das Kapitol sowie die antiimperialistische Tribüne (Tribuna Antiimperialista José Martí).

### Städtepartnerschaften
Havanna unterhält mit folgenden Städten Partnerschaften:
| Ankara (Türkei) Athen (Griechenland) Bogotá (Kolumbien) Belgrad (Serbien) Cuzco (Peru) Peking (Volksrepublik China) | Isfahan (Iran) Istanbul (Türkei) León (Mexiko) Madrid (Spanien) Manila (Philippinen) Mar del Plata (Argentinien) | Mobile (Vereinigte Staaten) Oaxaca de Juárez (Mexiko) Rotterdam (Niederlande) Sankt Petersburg (Russland) Santo Domingo (Dominikanische Republik) | São Paulo (Brasilien) Teheran (Iran) Tijuana (Mexiko) |

## Kultur und Sehenswürdigkeiten
Havanna lässt sich als wichtigstes kulturelles Zentrum Kubas beschreiben, das über eine breite Palette an Kultur und Sehenswürdigkeiten verfügt: Von Museen, Palästen, öffentlichen Plätzen im kolonialen Stil, Alleen, Kirchen, Festungen (darunter die größte Befestigungsanlage der Spanier in Amerika), Ballett, Kino, Theater, der historischen Altstadt bis hin zu allerlei internationalen Veranstaltungen und Technologiemessen hat Havanna mehr zu bieten als die meisten anderen kubanischen Städte. Mit der Restaurierung der Altstadt sind viele neue Einrichtungen entstanden, in vielen kolonialen Bauten befinden sich heute Museen. Die kubanische Regierung legt ein besonderes Augenmerk auf guten Zugang zu kulturellen Veranstaltungen, weshalb die Eintrittspreise in den Museen und Festivals meist sehr niedrig sind.

### La Habana Vieja

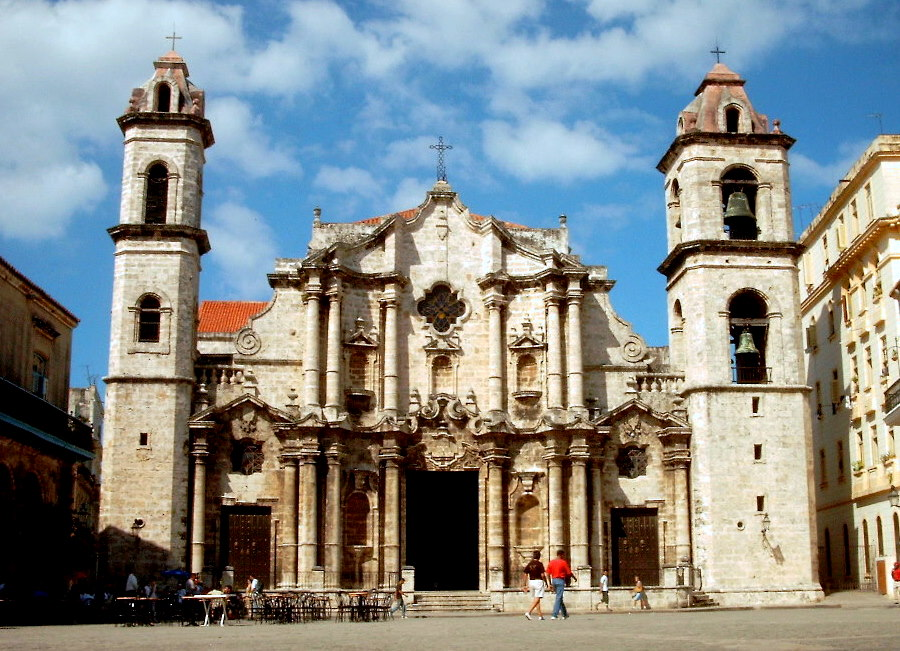
Plaza de la Catedral, Kathedrale San Cristóbal

Besonders sehenswert ist die Altstadt Havannas (spanisch: La Habana Vieja), sie gehört zu den ältesten spanischen Kolonialsiedlungen und glänzt auf einer Fläche von 4,37 km² mit ihren barocken und neoklassischen Monumenten. Aufgrund ihrer wechselvollen Geschichte sind auch viele andere Baustile der Neuen Welt in Havannas Altstadt vertreten, darunter auch Art déco. Sie wurde bereits 1982 unter das UNESCO-Weltkulturerbe gestellt und wird seitdem stückweise restauriert. La Habana Vieja ist das Kernstück der 1519 gegründeten Stadt, in dem sich auch der Hafen befindet von dem aus die Spanier ihren Handel mit Amerika abwickelten. Hier befinden sich über 900 Bauwerke von historischer Relevanz, darunter auch die vier historischen Plätze, um die sich Havanna entwickelt hat: Plaza Vieja, Plaza de la Catedral, Plaza de San Francisco und der Plaza de Armas. Den vier Plätzen kamen dabei jeweils unterschiedliche Funktionen zu: Auf dem Plaza Vieja wurde meistens der Markt abgehalten, während der Plaza de la Catedral der religiöse Mittelpunkt der Stadt war. Auf dem Plaza de Armas wurden meist Militärparaden abgehalten, während sich auf dem Plaza de San Francisco die bedeutendste Werft der Spanier befand. Die Plätze sind alle durch Kopfsteinpflaster miteinander verbunden und dienen als Austragungsort verschiedener kultureller Veranstaltungen, auf dem Plaza de Armas befindet sich meist ein Büchermarkt. Die Plätze sind mittlerweile vollständig restauriert.
Eines der schönsten Gebäude der Altstadt ist der Palacio de los Capitanes Generales, der ehemalige Gouverneurspalast. Außerdem sehenswert ist das Castillo de la Real Fuerza, die älteste von Europäern gebaute Festung Amerikas. Der Parque histórico militar Morro-Cabaña (kurz: La Cabaña) liegt auf der gegenüberliegenden Uferseite der Bucht und ist die größte Befestigungsanlage der Spanier in Amerika. An ihn schließt sich das Castillo de los Tres Reyes del Morro an, das berühmte Fort aus dem 18. Jahrhundert, auf dem sich seit 1844 der markante Leuchtturm Havannas befindet. Die Kathedrale des Erzbistums Havanna, die Catedral de San Cristóbal de la Habana, befindet sich ebenfalls in der Altstadt. In dem barocken Bau des 18. Jahrhunderts ruhten bis zum Jahr 1898 die Gebeine Christopher Kolumbus. Als ein Paradebeispiel für die Architektur des Art déco in Havanna gilt das 1929 fertiggestellte Edificio Bacardí, des ehemaligen Besitzers der gleichnamigen Rummarke.
In La Habana Vieja befinden sich zahlreiche bedeutende Museen der Stadt, beispielsweise das Museo de del ron zur Geschichte der kubanischen Rumherstellung oder ein Museum über Alexander von Humboldt. Als besonders herausragend ist das Marinemuseum Museo de Navegacion sowie das Stadtmuseum Museo de la Ciudad zu nennen. Die autofreie Straße Calle Obispo ist die Hauptader von Havannas Altstadt und beherbergt zahlreiche Kunstgalerien, Kneipen und touristische Angebote.

### Centro Habana

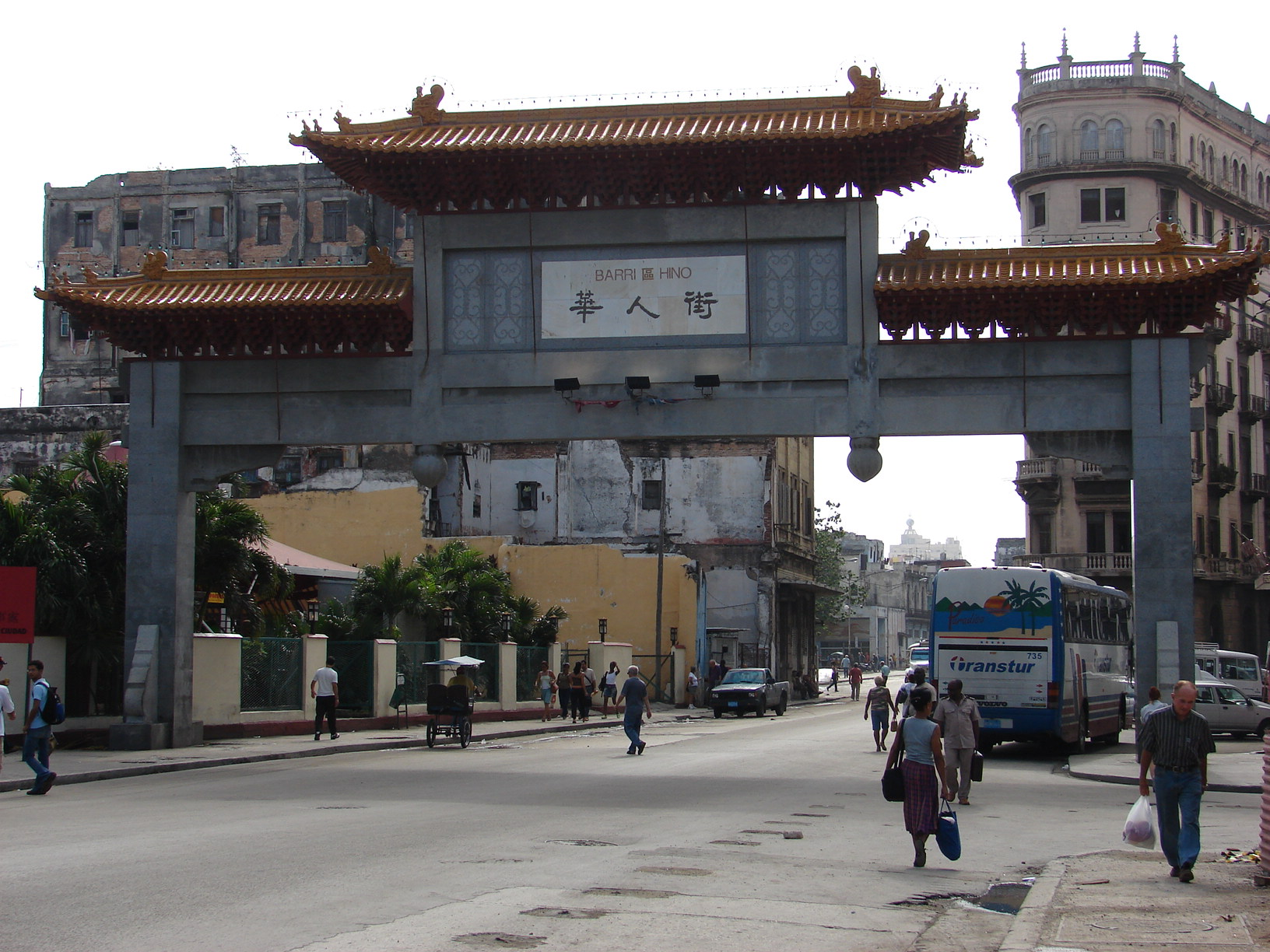
Eingangstor zum Barrio Chino

Das Zentrum Havannas (spanisch: Centro Habana) umfasst eine Fläche von 3,42 km² und erstreckt sich westlich des Prado, am Malecón entlang bis nach Vedado. Mit Beginn der Kolonisierung ab dem 16. Jahrhundert gab es bereits einige Ansiedlungen auf dem Gebiet des heutigen Zentrums, größere Bedeutung erlangte es jedoch erst Mitte des 18. Jahrhunderts mit der wirtschaftlichen Liberalisierung während der britischen Besatzung. Zum Ausgang des 19. Jahrhunderts siedelten chinesische Einwanderer in der Gegend um der Calle Zanja und Calle de los Dragones (Straße der Drachen). Sie gründeten diverse Geschäfte und entwickelten sich zu einer der bedeutendsten chinesischen Exilgemeinden Amerikas. Dort entstand das heute bekannte Chinatown Havannas (spanisch: Barrio Chino). Obwohl touristisch von eher geringer Bedeutung, ist Centro Habana ein kommerzieller Schwerpunkt Havannas. Entlang der traditionellen Geschäftsstraße Neptuno sind in den letzten Jahren verstärkt kleinere Privatbetriebe und Einkaufsmöglichkeiten entstanden, die die Attraktivität des Zentrums aufwerten.

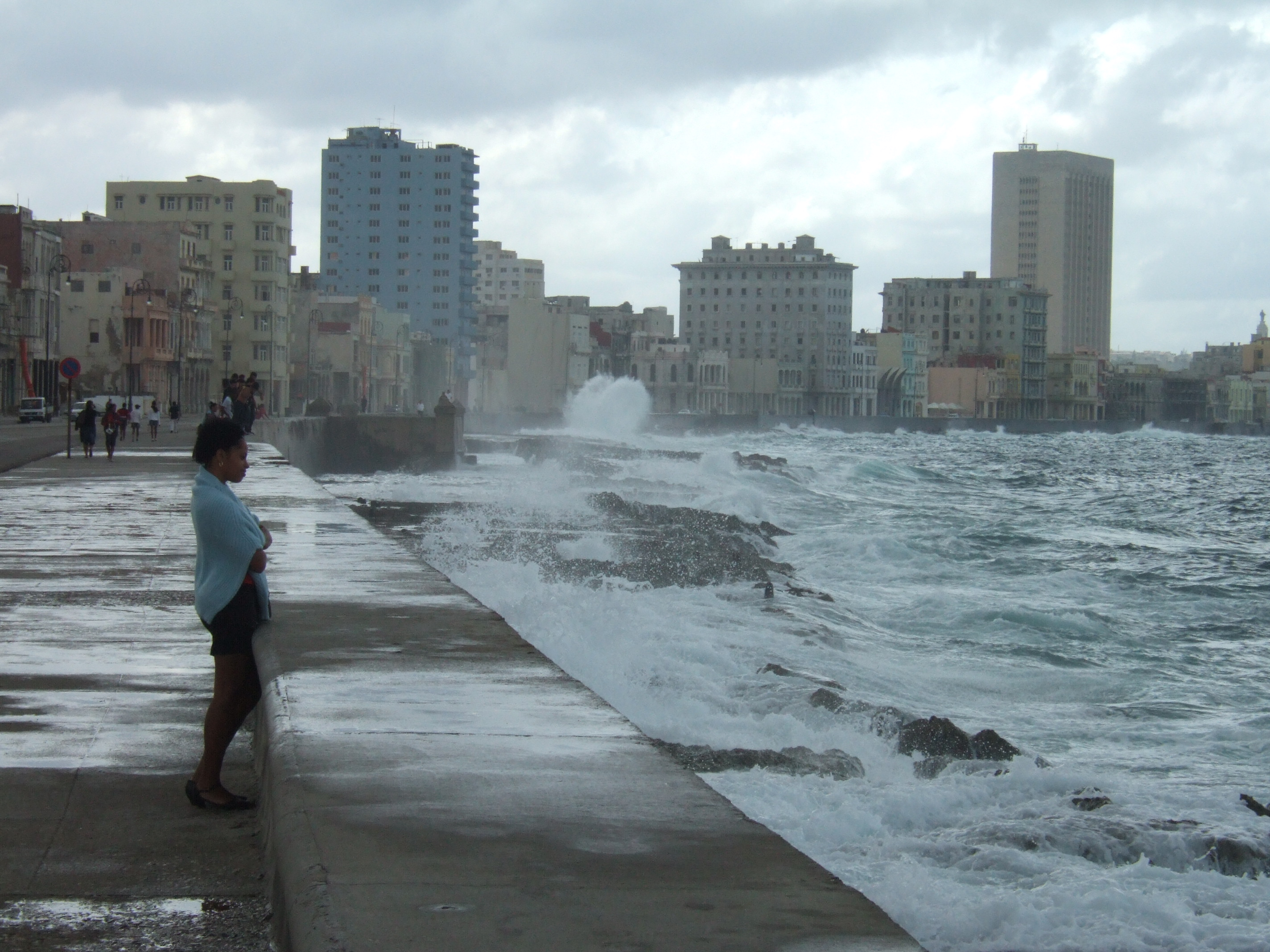
Malecón

Zu den wichtigsten Bauwerken im Zentrum zählen das nach seinem Vorbild in Washington, D.C. gestaltete Capitolio sowie der ehemalige Präsidentenpalast, der heute das Revolutionsmuseum beherbergt und das Gran Teatro de La Habana. Letzteres ist das älteste aktive Theater Lateinamerikas und eines der prachtvollsten seiner Art in dieser Hemisphäre. Es ist Sitz des bekannten kubanischen Nationalballetts. Es bietet eine Vielzahl kultureller Veranstaltungen wie z. B. Ballettauftritte des nationalen Ensembles an. Auch das erste Hotel Havannas, das 1856 eröffnete Hotel Inglaterra befindet sich im Zentrum. Es ist für seine neoklassizistische Architektur bekannt ist und hier hielt bereits José Martí 1879 eine Rede.
Das Museo Nacional de Bellas Artes gilt als eines der besten Kunstmuseen der Karibik und zeigt auf mehreren Etagen verteilt internationale und kubanische Kunst, darunter auch römische Mosaike oder Werke europäischer Künstler wie Thomas Gainsborough. Die markanteste Straße im Zentrum ist der Paseo de Martí, auch Prado genannt. Der Bau dieses breiten Boulevards wurde Ende des 18. Jahrhunderts begonnen und Mitte der 1830er Jahre abgeschlossen. Hier befindet sich auch Kubas bedeutendste Ballettakademie, die Escuela Nacional de Ballet und eine große Statue von Máximo Gómez.
Die Bausubstanz im Centro ist schlechter als in der sanierten Altstadt, in letzter Zeit werden allerdings auch verstärkt Gebäude des Zentrums saniert, dessen Gebäude mehrheitlich aus dem 19. Jahrhundert stammen.

### Vedado

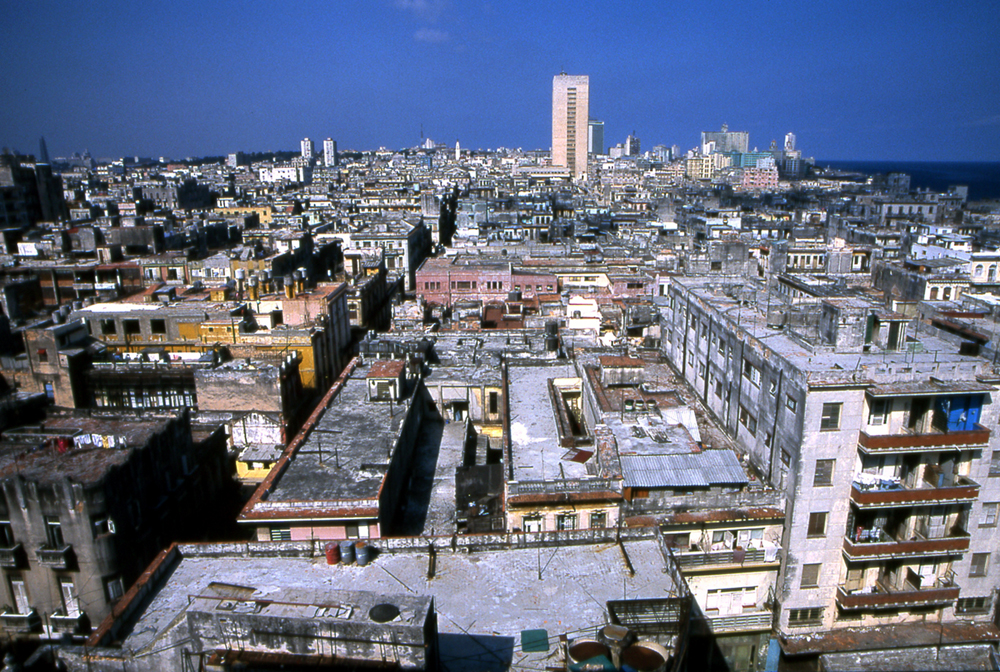
Skyline von Vedado

Der Stadtteil Vedado ist das moderne Zentrum Havannas. Er wird heute unter der Verwaltungseinheit Plaza de la Revolucion zusammengefasst und schließt eine Fläche von 12,26 km² ein. Es ist jünger als Centro Habana, die ersten Häuser wurden hier ab 1860 errichtet. Die Blütezeit von Vedado begann in den 1920er Jahren und dauerte bis in die 1950er Jahre an. Der Baustil wird stärker als in anderen Teilen von Art-déco-Elementen bestimmt, einige Wolkenkratzer zeugen zudem vom US-amerikanischen Einfluss während der Blütezeit Vedados. Viele Casinos und Nachtclubs jener Jahre, in denen sich Schauspieler und reiche Amerikaner aufhielten, befinden sich in diesem Gebiet.

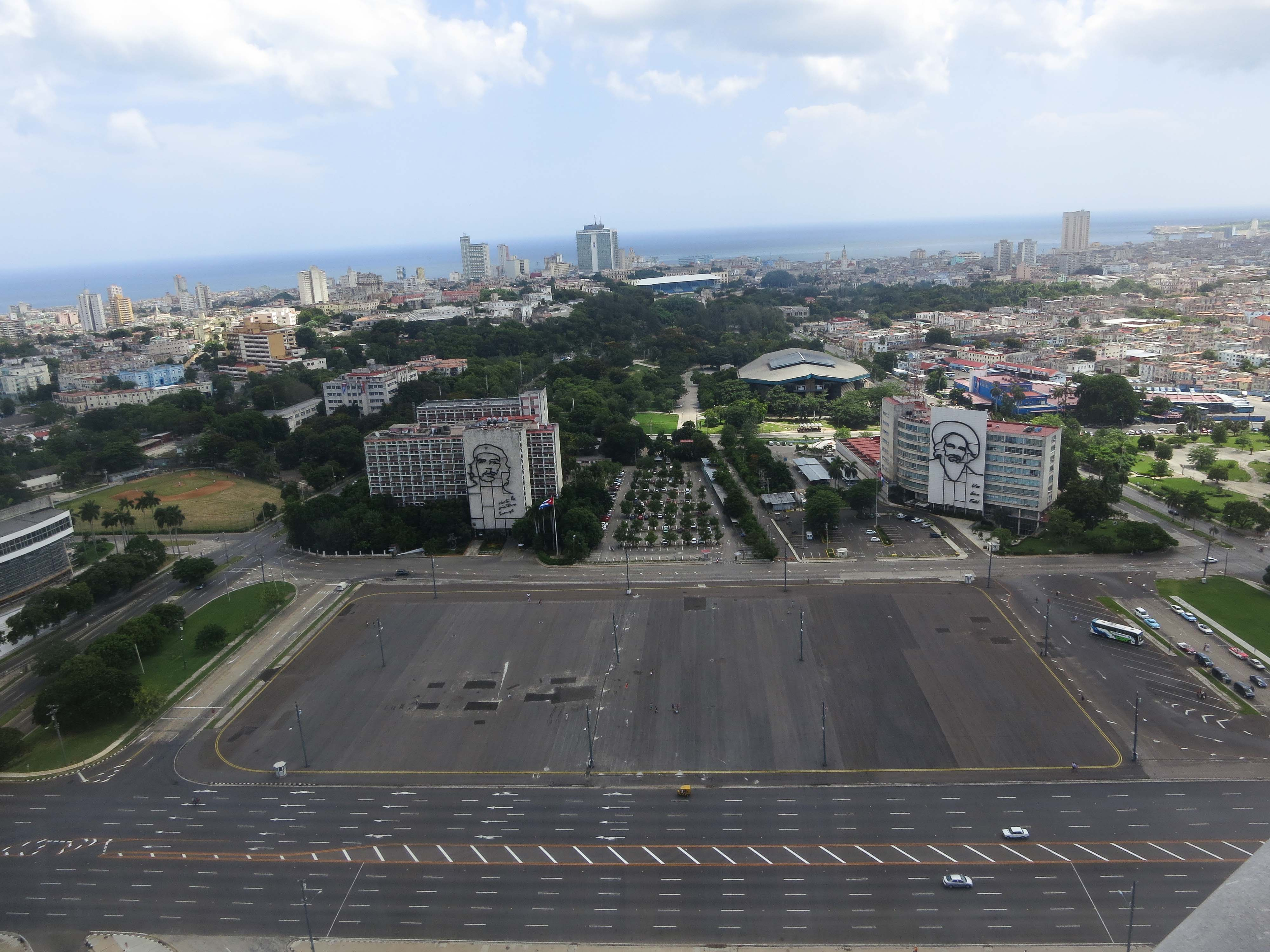
Plaza de la Revolución

Zu den wichtigsten Gebäuden Vedados gehört das 1930 errichtete Hotel Nacional, das im neoklassizistischen Stil errichtet wurde. Es gilt heute aufgrund seiner wechselvollen Geschichte, in der es Persönlichkeiten wie Ernest Hemingway zu Gast hatte, als nationales Monument. Ebenfalls berühmt ist das Hotel Habana libre, das ehemalige Hilton Hotel der Stadt von dem aus Fidel Castro die ersten Monate nach dem Sieg der Revolution regierte. Ein weiterer Anziehungspunkt ist der Platz der Revolution (Plaza de la Revolución), der unter der Schirmherrschaft Batistas errichtet wurde. Geprägt ist der Platz durch einen 142 Meter hoher Obelisken, der zusammen mit einer Sitzstatue José Martís an den Dichter und Freiheitshelden erinnert. Um den riesigen Platz herum gruppieren sich Regierungsgebäude, die wie das Monument aus den Jahren vor der kubanischen Revolution stammen. Darunter das Innenministerium mit einem Wandbild Che Guevaras aus Stahl und dem monumentalen Gebäude des Zentralkomitees der Kommunistischen Partei Kubas (PCC). Außerdem ist die Bibliothek Havannas direkt am Platz gelegen. Am Ersten Mai füllt sich der Platz mit Millionen von Menschen, die aus dem ganzen Land anreisen um den Feiertag zu begehen.1995 wurde durch Peter und Irene Ludwig im Vedado die Stiftung Fundacion Ludwig de Cuba gegründet, eine gemeinnützigen Organisation zur Verbreitung und Schutz kubanischer Kunst, mit Ausstellungen internationaler Künstler.
Unweit des Platzes der Revolution befindet sich der größte Friedhof Lateinamerikas, der Cementerio Cristóbal Colón. Auch die Universität von Havanna hat in Vedado ihren Sitz, sie ist die älteste Universität Kubas und eine der ersten auf dem gesamten Kontinent. Die belebteste Straße in Vedado ist mit Abstand die Calle 23, auch La Rampa genannt. Sie ist ein beliebter Treffpunkt, an dem sich auch wichtige Gebäude wie das Kino Yara, diverse Parks und eine Filiale der Eisdielenkette Coppelia befinden. Auch die Interessenvertretung der Vereinigten Staaten in Kuba befindet sich dort, direkt angrenzend liegt die antiimperialistische Tribüne.

### Außenbezirke von Havanna

#### Übersicht

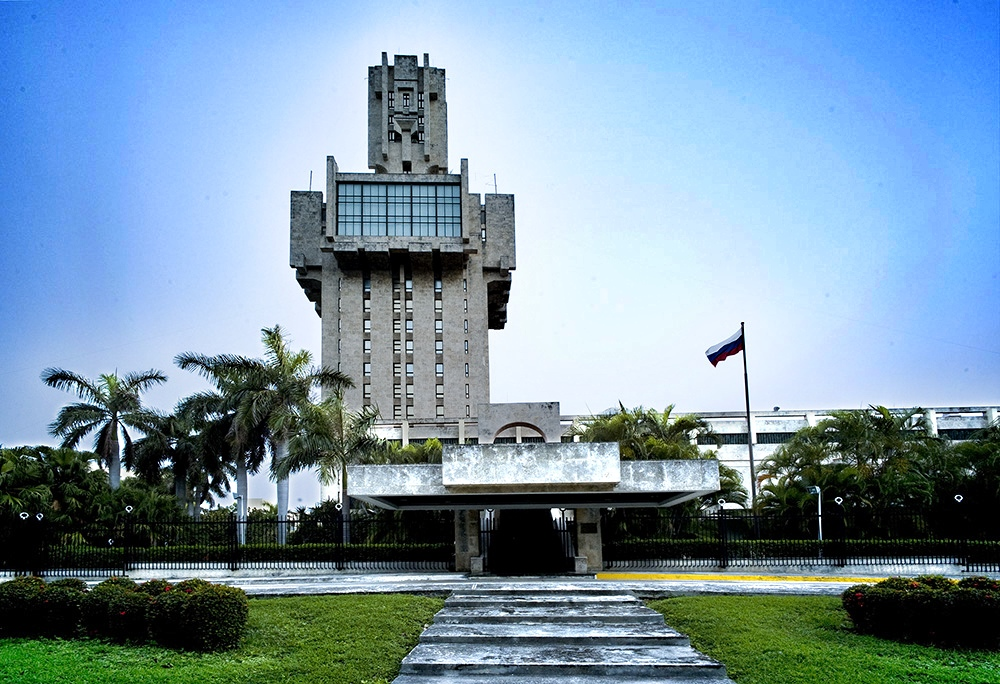
Russische Botschaft im Stadtteil Miramar

Havannas Zentrum ist sowohl westlich, südlich und östlich von Vororten umgeben, die eine eigene historische Entwicklung vorweisen können und trotz ihrer geringeren touristischen Attraktivität viele interessante Orte bieten. Neben den klassischen Außenbezirken wie Playa, Mariano und Regla sind auch die „Hausstrände“ Havannas, die Playas del Este erwähnenswert, die von tausenden Kubanern jedes Jahr im Sommer zur Erholung genutzt werden. Der Parque Lenin im Süden der Stadt bietet Platz für Feste und Veranstaltungen und dient vor allem der Naherholung.

#### Playa
Im Stadtteil Playa befindet sich die russische Botschaft sowie das Museum des Innenministeriums, das auf die Geschichte der Institution eingeht. Auch das nationale Aquarium (spanisch: Acuario Nacional), das eindrucksvollste in ganz Kuba, lockt mit seinen regelmäßigen Delfinshows Kubaner und Touristen an. Die 1948 errichtete Iglesia Jusús de Miramar, Kubas zweitgrößte Kirche, befindet sich ebenfalls in Playa.
Das 1961 gegründete Instituto Superior de Arte gilt als Kubas bedeutendste Kunstakademie, etwa 800 Studenten durchlaufen hier ihre Ausbildung. Der Palacio de las Convenciones wurde 1979 in Playa errichtet und ist Kubas bedeutendste Veranstaltungshalle mit Platz für über 2000 Menschen. Hier werden unter anderem die Sitzungen des Parlaments und die Parteitage der PCC abgehalten, jedoch ist das Gebäude jedes Jahr auch Tagungsort zahlreicher internationaler Konferenzen. Im Municipio Miramar befindet sich das 5500 Personen fassende Karl-Marx-Theater (spanisch: Teatro Carlos Marx), in dem große Events wie Jazz- oder Filmfestivals stattfinden.

## Wirtschaft

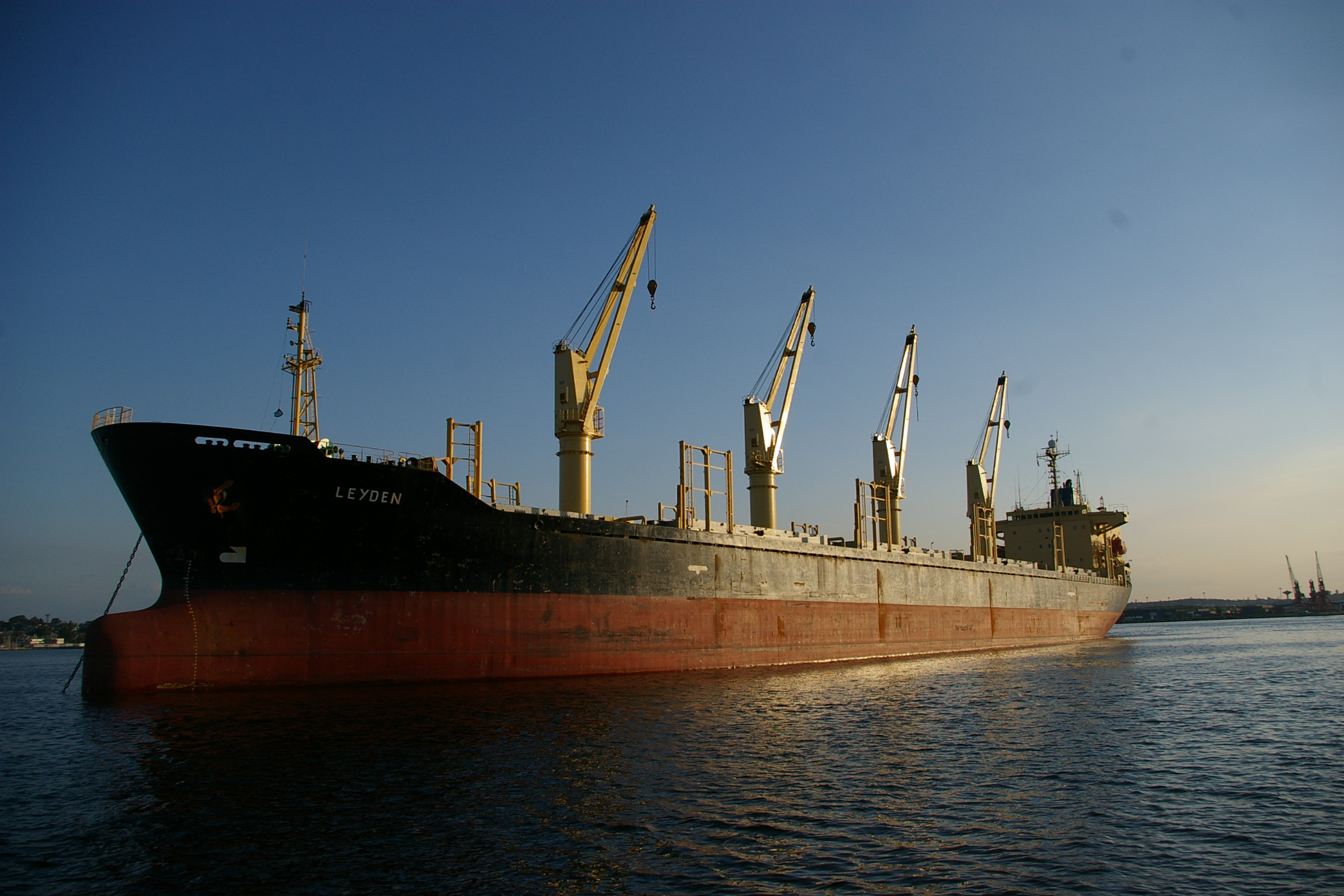
Frachter im Hafen von Havanna

Havanna ist der bedeutendste Industriestandort in Kuba und verfügt über eine diversifizierte Wirtschaftsstruktur. Historisch profitierte Havanna vor allem von der Zuckerindustrie in der Umgebung, heute sind vor allem die Leichtindustrie, Metallurgie und Hersteller chemischer Erzeugnisse sowie die Nahrungsmittelindustrie in der Stadt vorhanden. Viele wichtige kubanische Unternehmen haben ihren Hauptsitz in Havanna, darunter das größte kubanische Unternehmen, die Handelsgesellschaft CIMEX und der Telekommunikationsanbieter ETECSA. Insgesamt haben 714 staatliche Firmen in Havanna ihren Sitz, das sind 32 % aller Unternehmen des Landes. Zahlreiche Pilotprojekte der aktuellen Wirtschaftsreformen haben ebenfalls ihren Schwerpunkt in der Hauptstadt. Über 60 Prozent der im Jahr 2013 eingeführten Kooperativen außerhalb der Landwirtschaft haben hier ihren Sitz.
Von großer Bedeutung ist neben dem Tourismus ebenfalls das Bau- und Kommunikationsgewerbe. Auch die neuen Technologiezweige wie Biotechnologie oder Informationstechnologie sowie Pharmazeutische Unternehmen haben ihren Sitz vor Ort. Andere wichtige Wirtschaftszweige sind der Schiffsbau, Fahrzeugbau, Alkoholherstellung (darunter Rum), Textilienproduktion und Tabakverarbeitung. Zigarren, die in Havanna selbst gedreht werden, heißen nach der Stadt Havannas. Alle anderen Zigarren dürfen diesen Namen nicht verwenden.

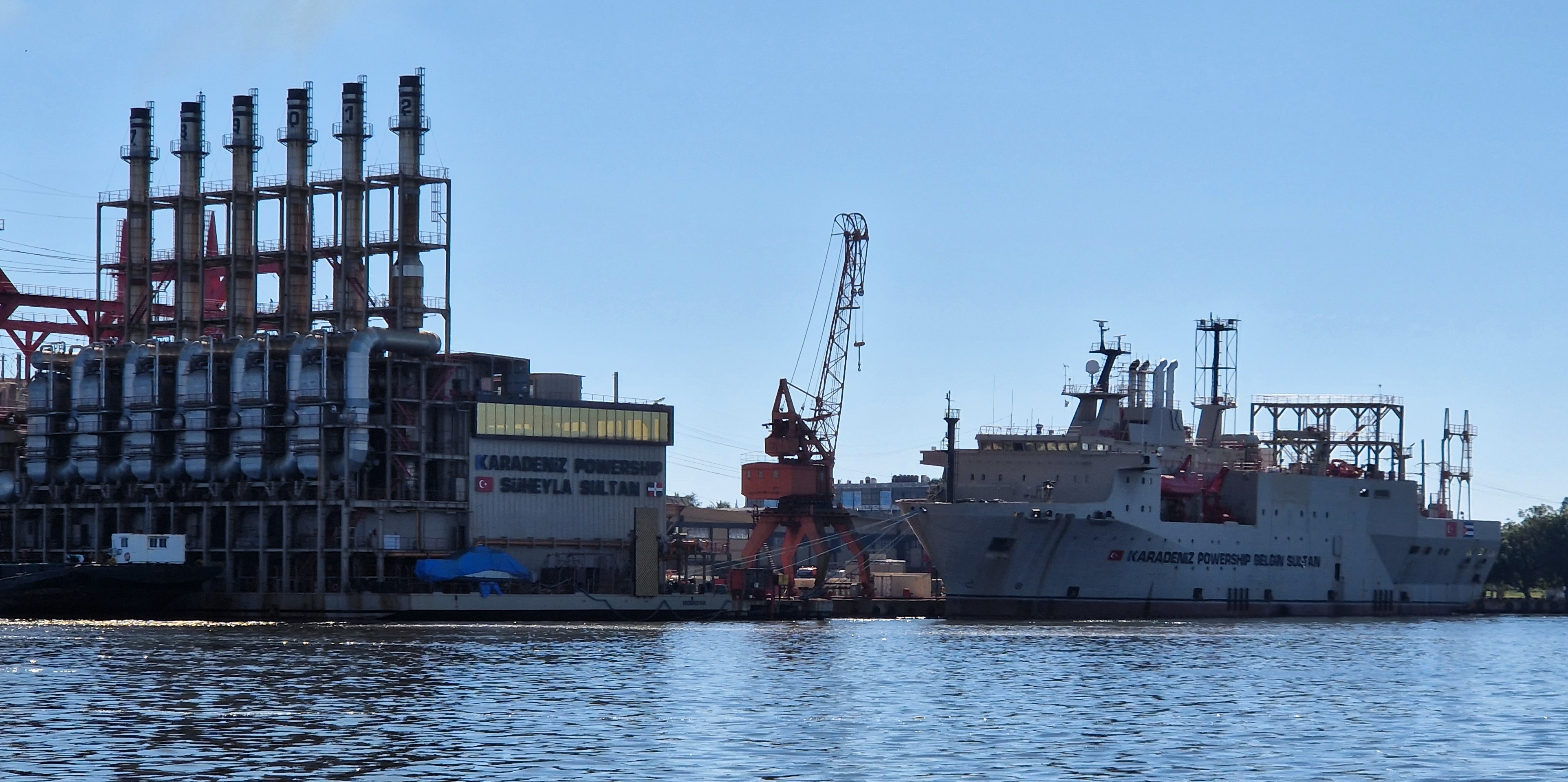
Symbol der aktuellen Energiekrise: Eines von zwei in der Bucht von Havanna stationierten türkischen Karpowership-Kraftwerksschiffen (Januar 2025)

Havannas Hafen ist auch heute noch von wirtschaftlicher Bedeutung, ein großer Teil der kubanischen Im- und Exporte werden über ihn abgewickelt. Der Hafen ist auch Stütze der lokalen Fischindustrie. Seit 2014 wird er jedoch schrittweise vom Hafen des nahegelegenen Mariel abgelöst, der mittlerweile zum größten Containerhafen der Karibik ausgebaut wurde. Die Uferpromenade samt Hafenviertel soll in den kommenden Jahren für die touristische Nutzung ausgebaut werden. Eine neue Zuglinie verbindet die Hauptstadt mit dem Hafen von Mariel.
Darüber hinaus sind in Havanna viele ausländische Firmen vertreten, z. B. der ägyptische Omnibushersteller Manufacturing Commercial Vehicles in einem Joint-Venture mit dem Transportministerium, der auch als lokaler Generalimporteur für die Marken des Mutterkonzerns Daimler tätig ist. Produziert werden allerdings auch Modelle der hauseigenen Marke MCV.
In einer Rangliste der Städte nach ihrer Lebensqualität weltweit belegte Havana im Jahre 2018 den 192. Platz von 231 untersuchten Städten.

### Tourismus

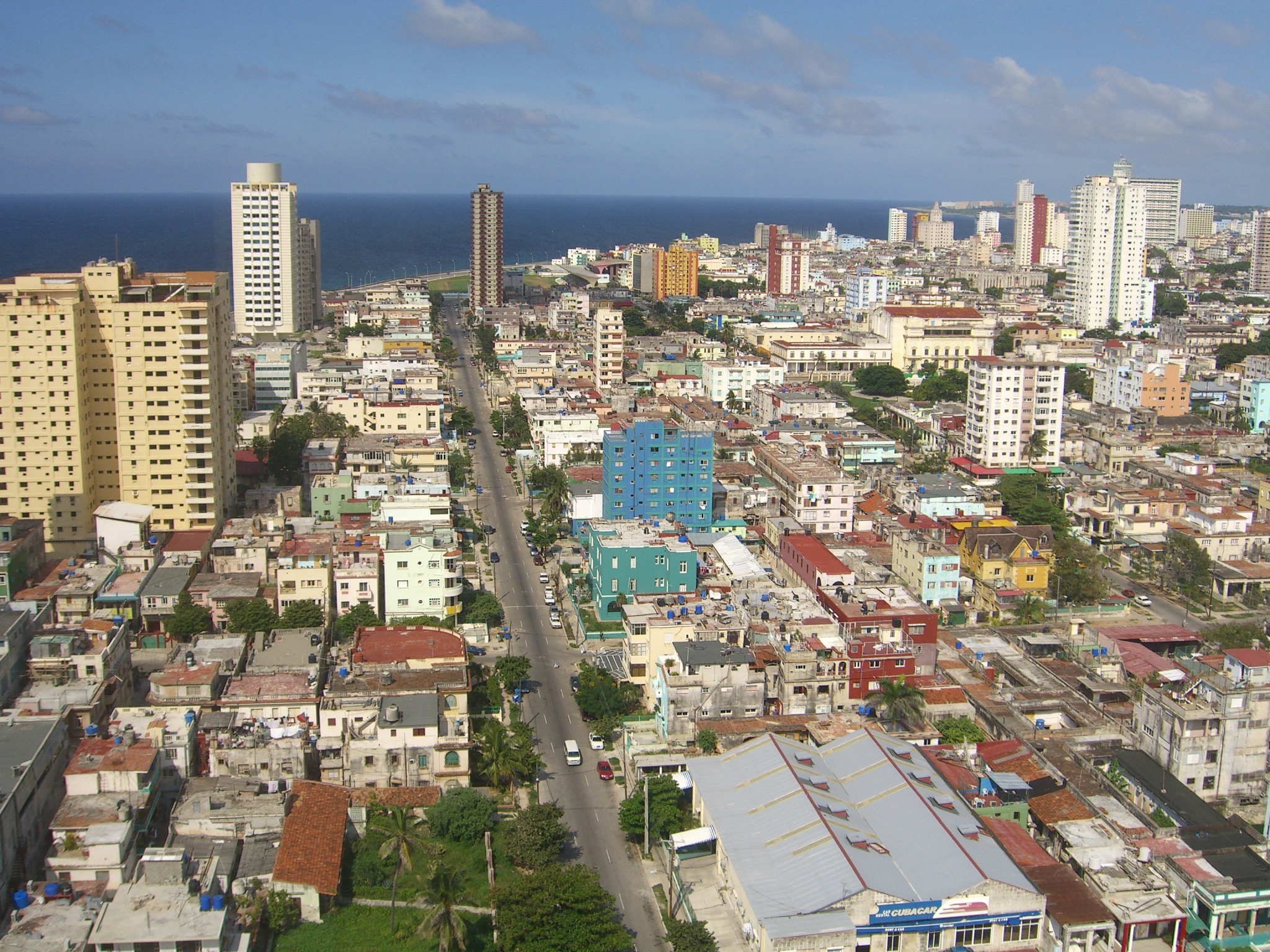
Blick auf die Straße Línea

Durch die Auflösung der Sowjetunion und der darauffolgenden schweren Wirtschaftskrise, begann 1991 in Kuba die Sonderperiode die von täglichen Stromabschaltungen und Versorgungskrisen auch in Havanna gekennzeichnet war. Um dringend benötigte Devisen zu erhalten, baute Kuba in den 1990er Jahren eine Tourismusindustrie auf, deren Schwerpunkt unter anderem in Havanna liegt. Heute ist der Tourismus der größte Wirtschaftszweig Havannas. Im Jahr 2010 besuchten 1,17 Millionen Touristen die Stadt, 46 % aller Besucher des Landes. Die Stadt bot im Jahr 2011 12.459 Zimmer für Touristen an. Das sind 21 % aller Zimmer der kubanischen Tourismusbranche (mit insgesamt 58.188 Räumen). Der Tourismus brachte Havanna in diesem Jahr Einnahmen von 30,3 Millionen US-Dollar. Im Jahr 2016 erreichte erstmals wieder ein Kreuzfahrtschiff aus den USA die Stadt, doch nur drei Jahre später untersagte US-Präsident Donald Trump Kreuzfahrtschiffen aus den USA wieder, in kubanischen Häfen anzulegen.

### Statistik

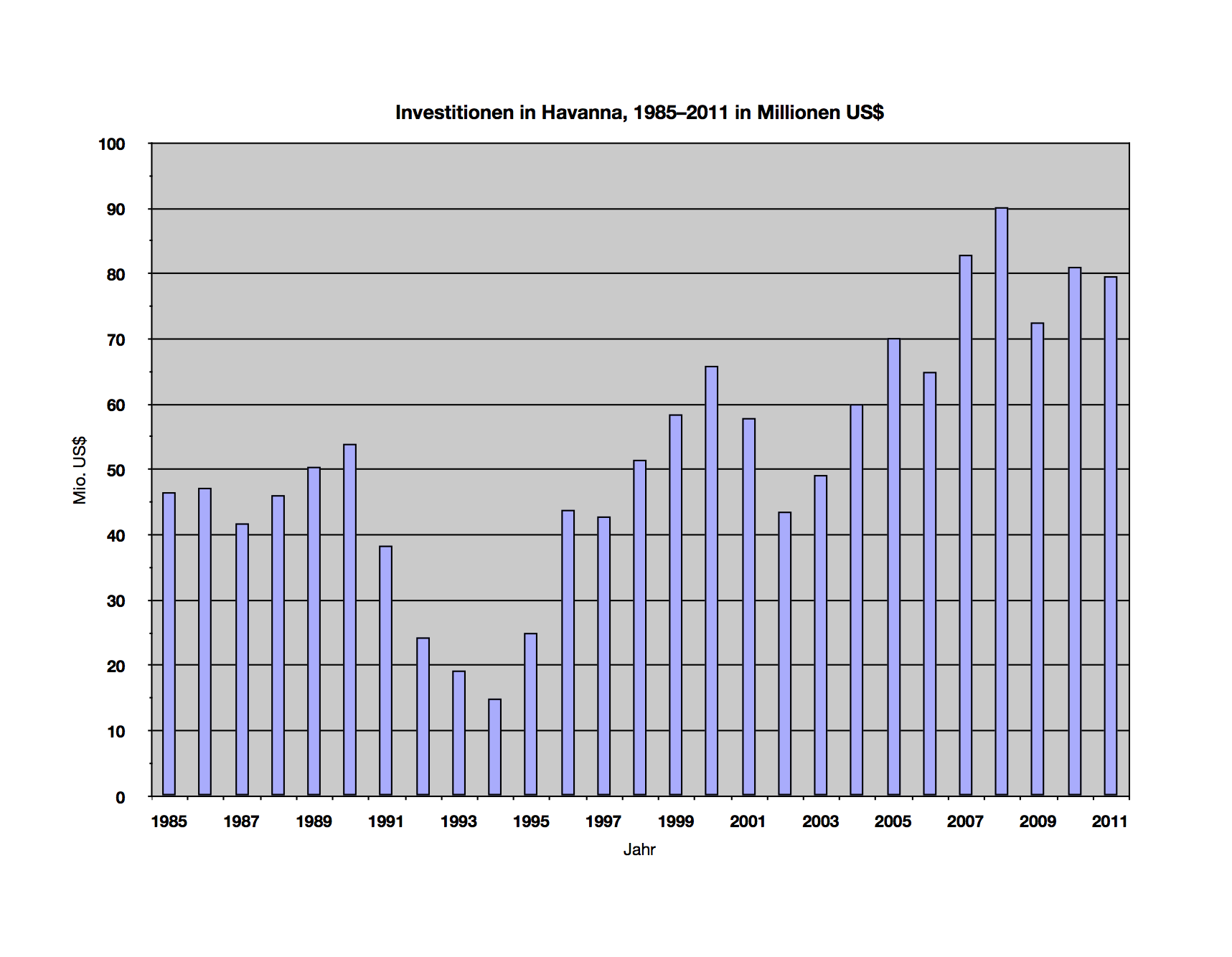
Investitionen in Havanna, 1985–2011

Im Jahr 2011 waren in Havanna 907.016 Menschen am Erwerbsleben beteiligt, davon 82,6 % im Staatssektor. 1.180 kleine Privatunternehmen machten bis Mai 2013 von der Möglichkeit gebrauch, leerstehende Immobilien vom Staat zu pachten. 2011 wurden 4.361 neue Wohngebäude in der Stadt errichtet, davon zwei Drittel auf staatlicher Initiative.
Die Stadt Havanna verbrauchte im Jahr 2011 2,04 GWh elektrischer Energie, 11,5 Prozent des gesamten Energiebedarfs Kubas. Knapp 52 Prozent des Energiebedarfs der Stadt wurden allein in den drei stromhungrigsten Stadtteilen Playa, Plaza de la Revolucion und La Habana Vieja konsumiert. 2012 wurden 79,6 Millionen US$ in Havanna investiert, 2,4 Millionen US$ weniger als noch 2011. Dabei verteilten sich 2011 die Investitionen vor allem in folgende Wirtschaftszweige:
- Hotels und Restaurants: 22,94 Prozent (22,09 Mio. US$).
- Unternehmensdienstleistungen und Immobilien: 15,91 Prozent (15,92 Mio. US$).
- Herstellende Industrie (ohne Zuckerindustrie): 12,68 Prozent (10,39 Mio. US$).
- Verwaltung und öffentliche Sicherheit: 8,44 Prozent (6,92 Mio. US$).
- Transport, Logistik und Kommunikation: 8,30 Prozent (6,80 Mio. US$).

Geographisch verteilten sich die Investitionen 2011 vor allem auf folgende Stadtbezirke:
- La Habana Vieja: 35,25 Prozent (28,9 Mio. US$).
- Plaza de la Revolucion: 23,13 Prozent (18,97 Mio. US$).
- Playa: 20,92 Prozent (17,15 Mio. US$).
- Boyeros: 8,6 Prozent (7,05 Mio. US$).

2011 hatte die Stadt Gesamteinnahmen in Höhe von 136,25 Millionen US$ bei Ausgaben von 93,7 Millionen US$. Die größten Ausgaben der Stadt erfolgten in folgenden Bereichen:
- Gesundheit: 33,03 Prozent (30,9 Mio. US$).
- Bildung: 23,38 Prozent (26,6 Mio. US$).
- Wohnungsbau und kommunale Dienste: 11,71 Prozent (11 Mio. US$).

## Infrastruktur

### Verkehr

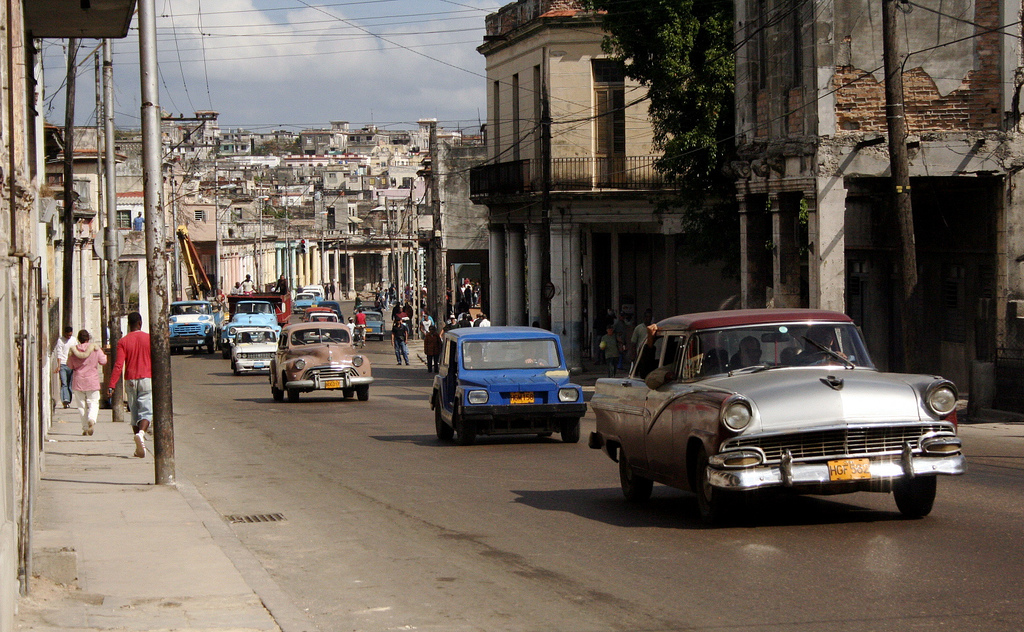
Straße in Havanna

Die Stadt ist zugleich das wichtigste Verkehrszentrum des Landes. Havanna verfügt über ein ausgebautes Bussystem, das in den letzten Jahren stark erweitert und modernisiert wurde. Dennoch sind die Fahrpreise der öffentlichen Verkehrsmittel wie überall in Kuba extrem niedrig, Touristen zahlen allerdings meist einen höheren Preis in Konvertiblen Pesos (CUC).
Am 1. Juli 2013 gab die Regierung bekannt, das Verkehrssystem Havannas künftig reorganisieren und komplett überholen zu wollen.

#### Havanna MetroBus

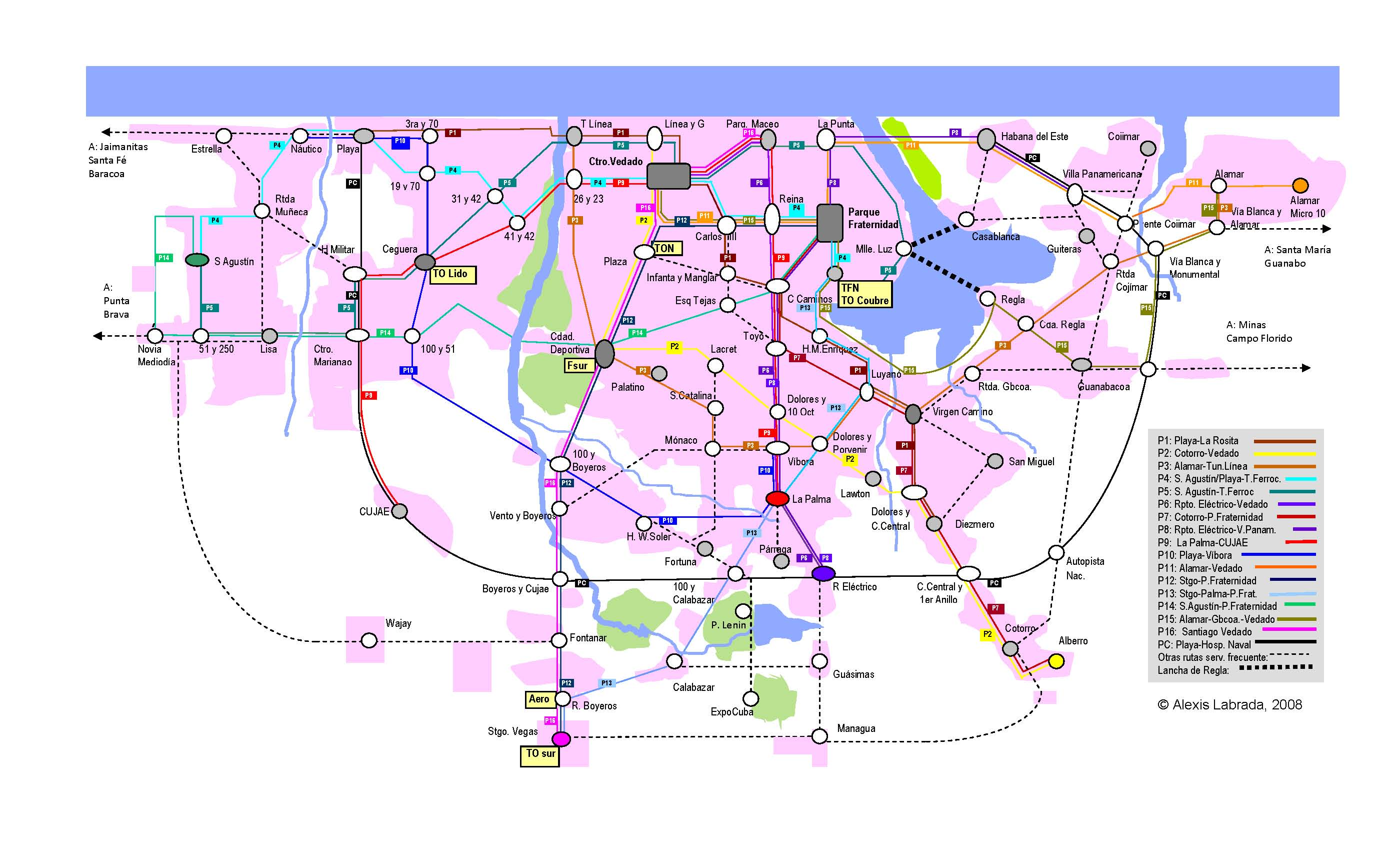
Buslinien Havannas

Havannas MetroBus-System bedient das urbane Gebiet innerhalb eines Radius von 20 km. Insgesamt sind in Havanna 1.344 Busse im Einsatz die jährlich über 350 Millionen Passagiere befördern (2011). Der Zentrale Busbahnhof ist das Terminal de Ómnibus in Vedado. Die Busse verkehren in 17 Linien durch das gesamte Stadtgebiet. Die Haltestellen befinden sich in einem durchschnittlichen Abstand von 800 bis 1000 Metern, in den Stoßzeiten fahren viele Linien im 10-Minuten-Takt. Zum Einsatz kommen heute meist Fahrzeuge der Marken Yutong, Busscar und MAZ. Jede Linienbezeichnung beginnt mit der Zahl „P“:
- P-1: La Rosita – Playa
- P-2: Alberro – Vedado
- P-3: Alamar – Túnel de Línea
- P-4: San Agustín – Playa – Terminal de Trenes
- P-5: San Agustín – Centro Habana – Terminal de Trenes
- P-6: Reparto Eléctrico – Vedado
- P-7: Alberro – Parque de la Fraternidad
- P-8: Reparto Eléctrico – Villa Panamericana
- P-9: La Palma – CUJAE
- P-10: Víbora – Playa
- P-11: Alamar – El Capitolio – Vedado
- P-12: Santiago de Las Vegas – Aeropuerto – Parque de la Fraternidad
- P-13: Santiago de Las Vegas – La Palma – Parque de la Fraternidad
- P-14: San Agustín – Parque de la Fraternidad
- P-15: Alamar – Guanabacoa – Vedado
- P-16: Santiago de Las Vegas – Vedado – Hospital Ameijeiras
- P-C: Hospital Naval – Playa

#### Omnibus Metropolitanos

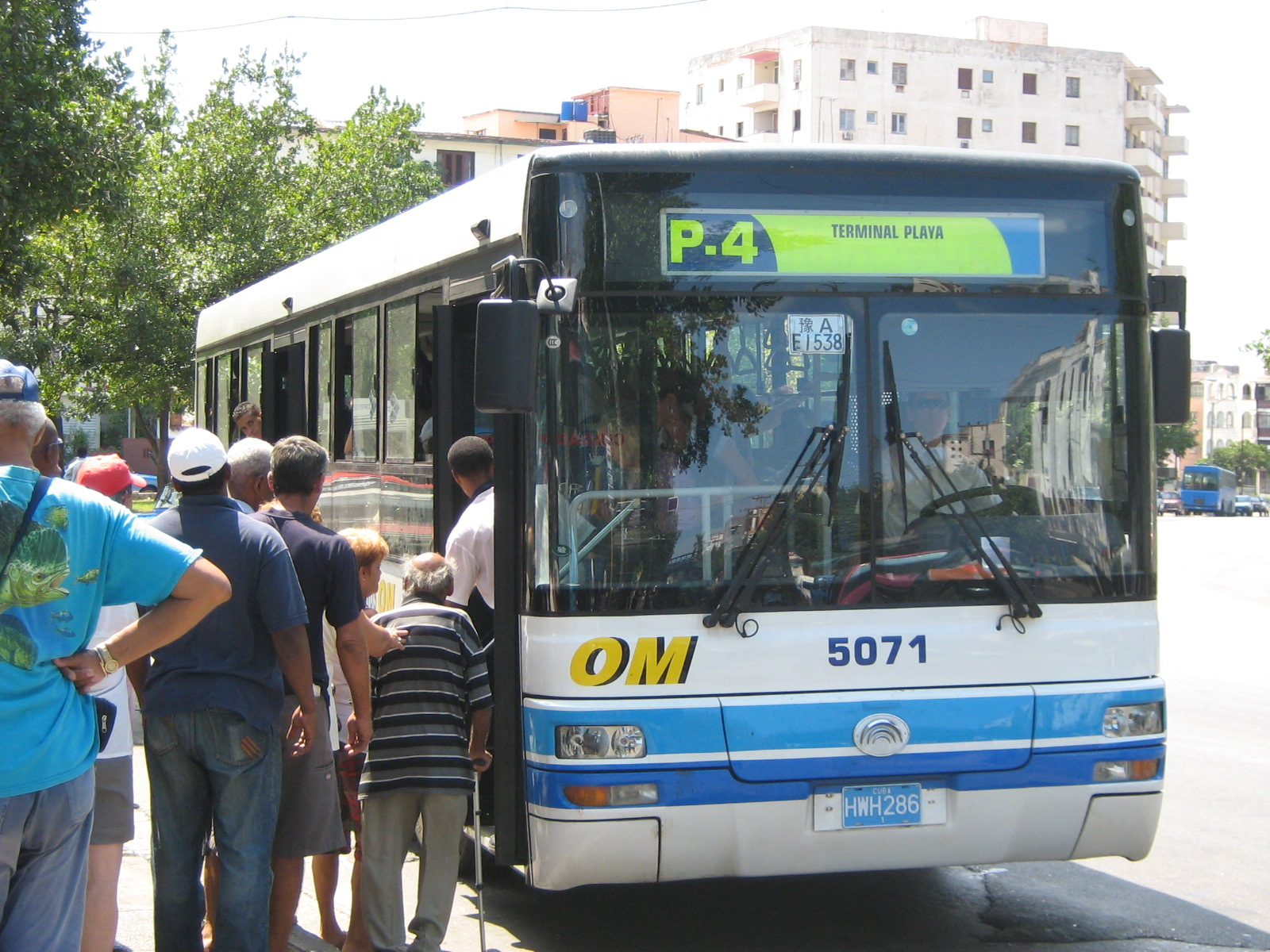
Ein Omnibus Metropolitano in Havanna

Die Busse der Omnibus Metropolitanos (OM) verbinden das Stadtzentrum von Havanna mit seinen suburbanen Vororten im Umkreis von 40 km. Sie ist die am häufigsten frequentierte und größte urbane Busflotte des Landes, die meisten Fahrzeuge sind moderne chinesische Busse der Marke Yutong, die seit 2008 in großer Zahl erworben wurden.

#### Astro und Víazul

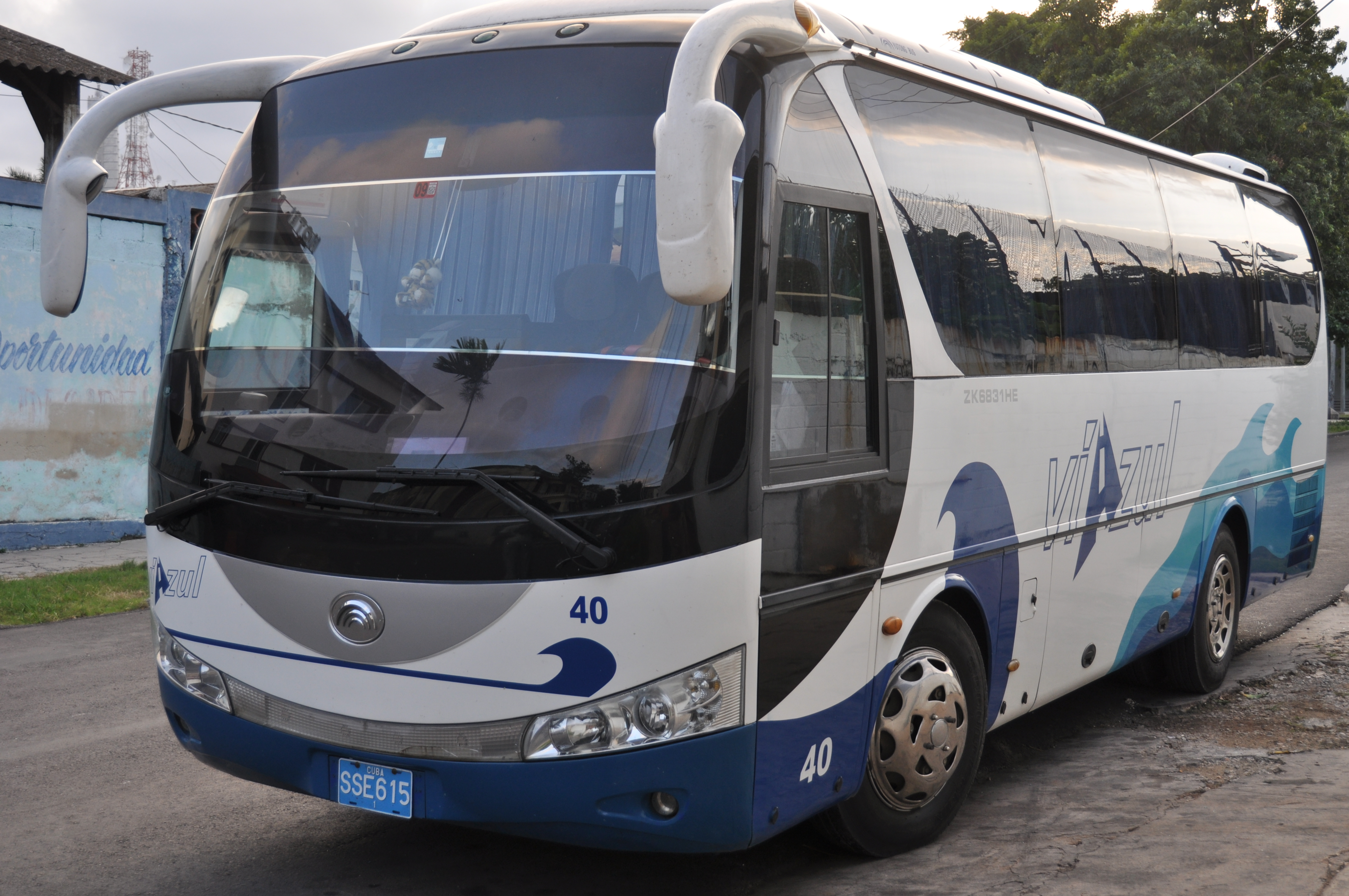
Ein Víazul-Bus in Havanna

Die Busgesellschaft Astro bietet Überlandfahrten für Kubaner an, seit 2010 werden allerdings keine Tickets mehr an Touristen verkauft.
In ganz Kuba existiert jedoch ein spezielles Busnetz für Touristen, Víazul genannt. Die Flotte besteht aus modernen chinesischen Bussen und verbindet alle größeren Städte der Insel miteinander. Von Havanna aus gibt es Verbindungen in alle Provinzhauptstädte, die Fahrpreise liegen je nach Entfernung zwischen 10 (Varadero) und 44 CUC (Bayamo).

#### Flugverkehr
Der Flugverkehr der Stadt Havanna und ihres Umlands wird vom Flughafen Havannas „José Martí“ bedient (spanisch: Aeropuerto Internacional José Martí). Er befindet sich etwa 11 km südlich des Stadtzentrums, im Municipio Boyeros und ist der Haupthafen der kubanischen Fluggesellschaft Cubana. Der Flughafen ist einer der wichtigsten des Landes, sowohl für nationale als auch für internationale Flüge. Er wurde 1930 errichtet und seitdem mehrmals erweitert. Er verfügt heute über drei Terminals und eine 4000 Meter lange Landebahn. Die angebotenen Fluglinien verbinden Havanna mit der Karibik, Südamerika, Nordamerika, Europa und Afrika.
Des Weiteren existiert ein kleinerer Flughafen namens Playa Baracoa westlich von Havanna, der zumeist für Inlandsflüge eingesetzt wird.

#### Bahnverkehr

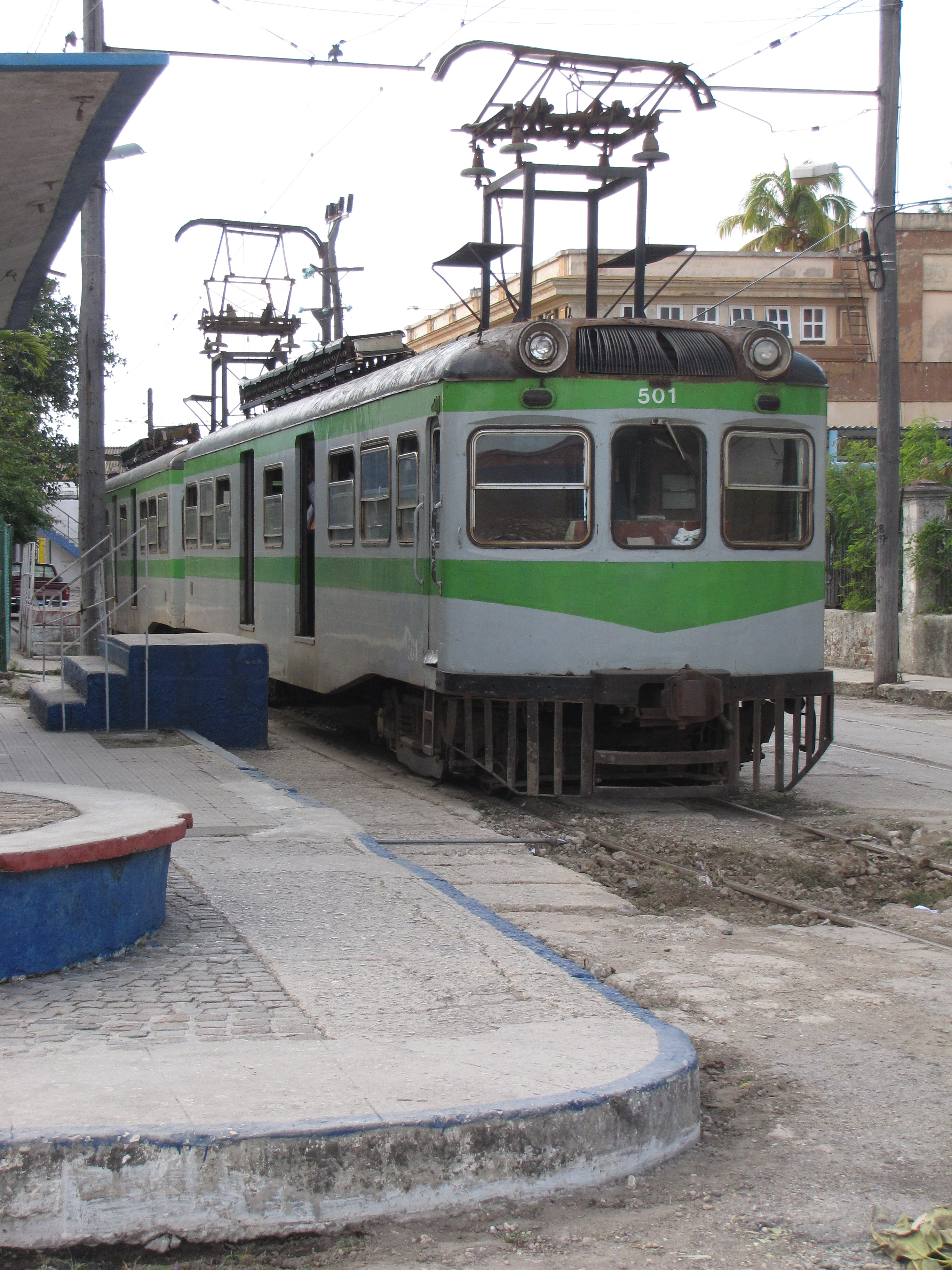
Die Hershey-Bahn in Casablanca

Havanna ist an das kubanische Netzwerk von regionalen, interregionalen und Fernzügen angeschlossen, welches die Stadt mit allen anderen kubanischen Provinzen verbindet. Der Hauptbahnhof ist die Estación Central de Ferrocarriles in La Habana Vieja. Von Havannas Bahnhöfen ab werden jährlich zwischen acht und neun Millionen Passagiere befördert.
Alle drei Tage fährt ein Nachtzug nach Santiago de Cuba und Guantánamo, mit Zwischenstopps in Santa Clara und Camagüey. Ein Ticket für die gesamte Strecke kostet 50 CUC.
Neben dem Hauptbahnhof existiert in Havanna ein kleiner Bahnhof im Municipio Casablanca von dem aus die berühmte Hershey-Bahn nach Matanzas fährt. Diese ist zugleich die einzige elektrifizierte Bahnstrecke der Karibik. Ein Ticket kostet etwa 1,50 CUC.

#### Schifffahrt
Die Bucht von Havanna ist einer der sichersten Häfen der Welt. Der Zugang zum offenen Meer wird durch die Beschaffenheit der Küstenlinie auf einen sehr schmalen Zugang begrenzt, was auch der entscheidende Grund für die Stadtgründung an dieser Stelle gewesen war. Heute wird der Hafen sowohl für Güter wie Personenverkehr genutzt. Der größte Teil des Container-Verkehrs wurde jedoch in jüngster Zeit an den neuen Tiefseehafen von Mariel 45 Kilometer westlich von Havanna verlegt. Eine Fähre verbindet die Altstadt von Havanna mit den Stadtbezirken Regla und Casablanca, die etwa alle 10–15 Minuten von Muelle Luz abfährt. Die Fahrt kostet für Touristen etwa 1 CUC.
Des Weiteren fährt täglich ein Tragflügelboot zur Isla de la Juventud. Shuttlebusse zum Boot fahren jeden Morgen um 9 Uhr am zentralen Busbahnhof ab.

#### Straßennetz
Havannas Straßennetz wurde großzügig angelegt, befindet sich jedoch teilweise in schlechtem Zustand aufgrund fehlender Wartung. Die wichtigsten Straßenverbindungen sind:
- A1 – Autopista Nacional, von Havanna nach Santa Clara und Sancti Spíritus, mit zusätzlichem Weg nach Santiago und Guantánamo
- A4 – Autopista Este-Oeste, von Havanna nach Pinar del Río
- Via Blanca, nach Matanzas und Varadero
- Havannas Stadtring der am Tunnel von Havanna unter dem Eingang des Hafens beginnt.
- Autopista del Mediodia, von Havanna San Antonio de los Baños
- eine Autobahn von Havanna nach Melena del Sur
- eine Autobahn von Havanna nach Mariel

In Havanna gibt es zahlreiche Taxis, darunter staatliche der Marken Cubataxi, Panataxi und Taxi OK in denen ausschließlich mit CUC bezahlt werden kann. Zudem gibt es auch eine Vielzahl privater und genossenschaftlicher Taxis, vom Oldtimer bis zum modernen Kleinwagen kommen alle Fahrzeuge zum Einsatz. Eine Besonderheit sind die Kollektivtaxis (spanisch: Colectivos) die meistens länger entfernte Destinationen mit mehreren Fahrgästen ansteuern.
Eine günstige Alternative für kurze Strecken sind die Bicitaxis genannten Fahrradtaxis, die überall in der Stadt verkehren.
Berühmt ist Havanna zudem für seine alten Autos. Neben US-amerikanischen Oldtimern, überwiegend aus den fünfziger Jahren, prägen Fahrzeuge der russischen Automobilhersteller Lada, GAZ und UAZ das Stadtbild.

### Bildung

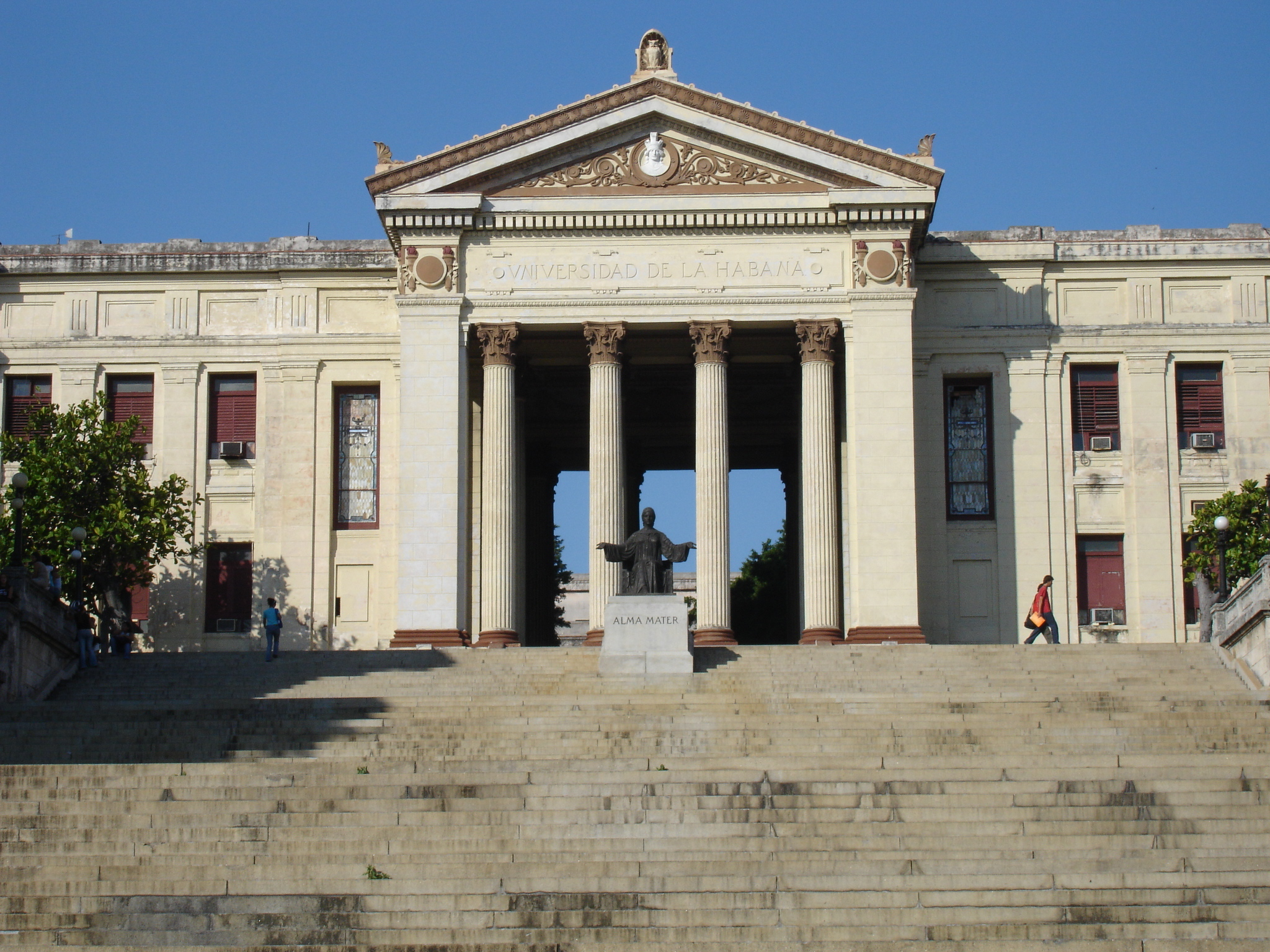
Die Universität von Havanna

Havanna verfügt über eine breite Bildungslandschaft. Es stehen 416 Kinderkrippen mit 51.543 Plätzen zur Verfügung, von denen aber nur knapp 70 Prozent beansprucht werden. Des Weiteren gibt es in Havanna 518 Grundschulen, 182 weiterführende Schulen sowie 32 Preuniversitario genannte Schulen zur Erlangung der Hochschulreife. Für die technische Ausbildung stehen 51 Schulen zur Verfügung, ebenso gibt es 65 spezielle Bildungseinrichtungen z. B. für Autisten. Die Abschlussquote der Grundschule liegt in Havanna bei 100 Prozent, in den weiterführenden Schulen bei 97,5 Prozent.
Die Universität von Havanna befindet sich im Stadtteil Vedado und wurde 1728 gegründet. Sie ist eine der ältesten auf dem Kontinent und war während des 18. Jahrhunderts eine der führenden Bildungseinrichtungen Amerikas. Heute studieren hier rund 60.000 Kubaner.
Weitere wichtige Bildungseinrichtungen in Havanna sind:
- Instituto Superior de Arte
- Instituto Superior Politécnico, bekannter unter dem Kürzel CUJAE
- Escuela Nacional Cubana de Ballet
- Escuela Latinoamericana de Medicina, (1999)

Für den Sport stehen in Havanna 647 Einrichtungen zur Verfügung, darunter 352 Sportplätze, 286 Sporthallen und 9 Schwimmbäder.

### Gesundheit
Alle Kubaner haben Zugang zum landesweit kostenlosen Gesundheitssystem, das auch in Havanna mit zahlreichen lokalen Familienärzten in den einzelnen Municipios sowie zentralen Krankenhäusern, Polikliniken und Spezialeinrichtungen aufwarten kann. 2011 existierten in Havanna 2.775 medizinische Einrichtungen, darunter 40 Krankenhäuser mit über 16.000 Betten. Insgesamt arbeiteten in diesem Jahr 16.224 Krankenschwestern sowie 2355 Familienärzte in der Stadt. Die Müttersterblichkeit lag 2011 bei 59,2 von 100.000 und damit über dem kubanischen Durchschnitt (40,6). Bei der Kindersterblichkeit liegt Havanna mit 4,3 pro 1000 unter dem Landesdurchschnitt (4,9).

## Persönlichkeiten
Havanna ist der Geburtsort zahlreicher bekannter Persönlichkeiten, darunter:
- José Martí (1853–1895), Poet und Schriftsteller
- José Raúl Capablanca (1888–1942), Schachspieler und Diplomat
- Alicia Alonso (1920–2019), Primaballerina, Ballettdirektorin und Choreografin
- Tomás Gutiérrez Alea (1928–1996), Filmregisseur und Drehbuchautor
- Miguel Barnet (* 1940), Schriftsteller und Ethnologe
- Andy García (* 1956), US-amerikanischer Schauspieler, Filmproduzent und Regisseur
- Ana de Armas (* 1988), Schauspielerin

## Filmische Rezeption
- Suite Havanna / Suite Habana, Regie: Fernando Pérez, Kuba, 2003, 80 min
- Unser Mann in Havanna, nach dem gleichnamigen Roman von Graham Greene, Regie: Carol Reed, GB, 1959, 111 min
- Erdbeer und Schokolade / Fresa y Chocolate, Regie: Tomás Gutiérrez Alea, Juan Carlos Tabío, Kuba, 1994, 106 min
- Dirty Dancing 2, 2004
- Habana Blues, 2005
- Havanna, Regie: Sydney Pollack, USA, 1990, 140 min
- Buena Vista Social Club, Regie: Wim Wenders, USA/Frankreich, 1999, 105 min
- Havanna – Die neue Kunst, Ruinen zu bauen, Deutschland, 2006
- Rincón, Deutschland/Kuba, 2005